# 翠屏邨
翠屏邨（英語：Tsui Ping Estate）（以往俗稱雞寮以及官塘新區）是香港一個公共屋邨，項目編號為KL19RR，位於九龍觀塘區翠屏道18及19號，由19幢住宅大廈、市場、購物商場、停車場、學校校舍和康樂及休憩設施組成，1995年10月分為南、北兩邨管理，翠屏南邨現時由泓建物業管理有限公司負責管理，兩邨分別設有房屋署屋邨辦事處。
而翠屏北邨是房屋署租者置其屋計劃（第五期）其中一個出售屋邨（不包括翠楣樓），單位可拆售予租戶。截至2020年中，北邨單位出售率僅有61.5%，是全港租置屋邨中第二低，亦是九龍區最低。 現時該邨由置佳物業服務有限公司負責管理。

## 歷史

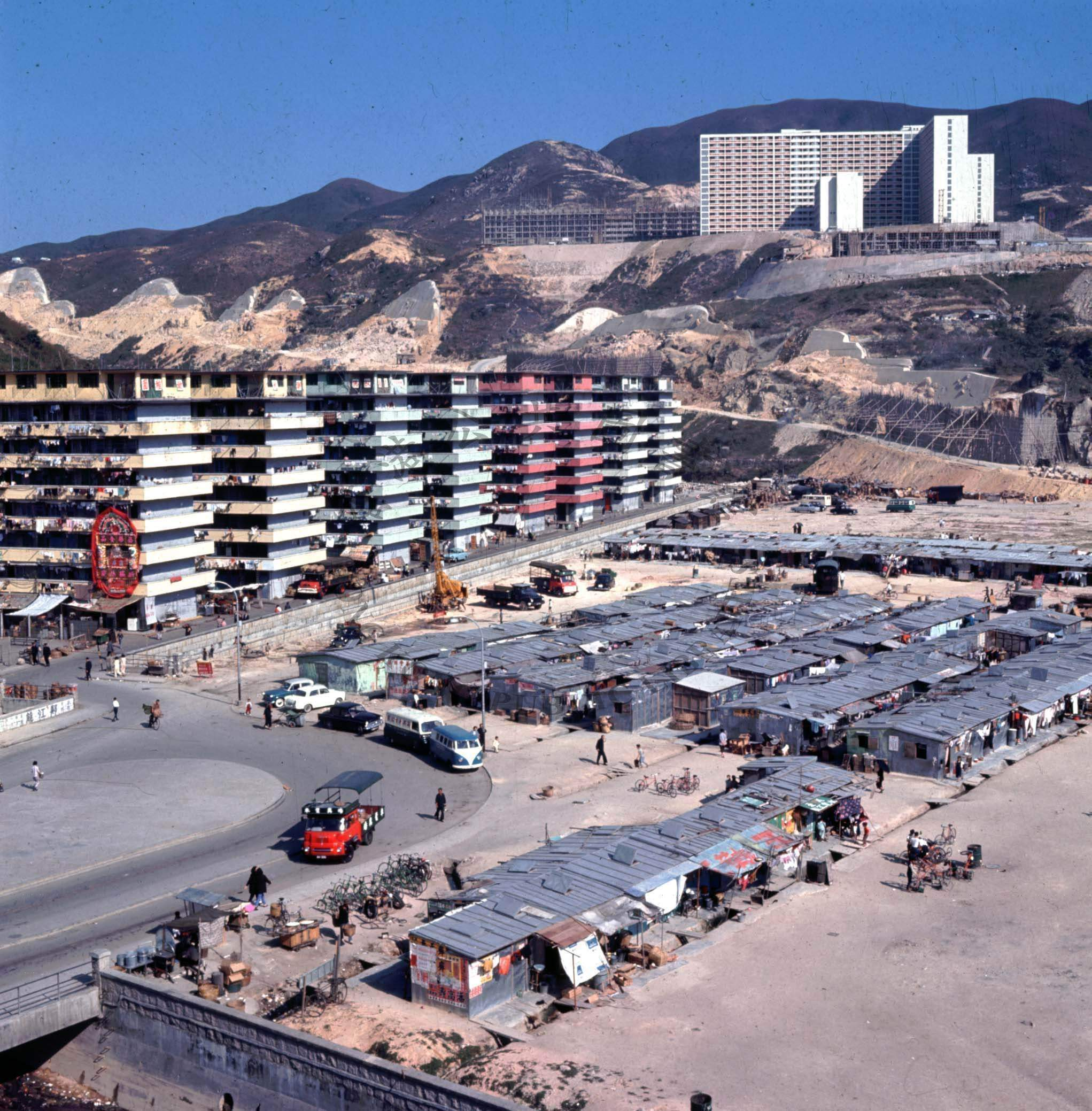
1966年的觀塘徙置區

1950年代，政府於秀茂坪對下一幅倚山的土地，興建觀塘徙置區（官塘新區），是觀塘衛星城市首個由政府斥資興建的房屋區。1959年陸續落成，共建有24座七層高的徙置大廈。
1964年8月8及9日，在颱風艾黛吹襲及暴雨下，有多達二萬立方米的泥石從開發中的秀茂坪山坡湧下至雞寮十四座。沙泥湧至十四座二樓，更活埋附近三間木屋的四名居民。沙泥亦湧至十二、十三、十五及十六座的地下店鋪。而十四座的居民更要全部撤離，到觀塘社區中心暫住。
1972年6月18日，香港遭遇駭人聽聞的六一八雨災，第7座對面的山坡（即現時秀茂坪紀念公園）出現大範圍山泥傾瀉，掩蓋大量寮屋，導致71人死亡。
1973年，香港房屋委員會成立，全港徙置區及廉租屋邨一律稱為「邨」，為免與將軍澳道和鯉魚門道交界的觀塘廉租屋邨出現相同名字，故此本區更名為觀塘（翠屏道）邨，屋邨辦事處設於第1座。
1980年代初期，為改善全港公共屋邨居民的生活環境，政府決意把徙置區等乙類屋邨重建成甲類屋邨，本邨便正式踏入重建之路。分屬雙工字型和舊長型的翠楠樓和翠楊樓，於1982年落成，以安置隨後因受重建影響的本邨居民；承屋邨道路翠屏道有「翠綠的屏風」之意，配合樓宇不再以數字命名，所有新型大廈的名稱也以「翠」為首，並配上一個樹木名字。除此以外，邨內第17座亦於1980年進行改建工程，並更名為「翠松樓」，以提供獨立單位安置首批重建戶。
1986年至1999年，本邨重建工程分階段竣工，徙置大廈拆卸後，加上覆蓋明渠和部份新開闢土地，共建有24座新式住宅大廈、市場、購物商場、停車場、學校校舍及康樂和休憩設施，大大提升了居住環境質素；其中，位於翠桃樓基座、樓高兩層的翠屏街市率先投入服務。
1991年，屋邨辦事處由第1座地下搬遷至翠桉樓平台；隨着該座徙置大廈的拆卸，標誌着觀塘（翠屏道）邨步向歷史，本邨正式更名為翠屏邨。同時，翠屏商場迴廊式商場亦正式開業，在翠榆、翠桉、翠柏、翠梓、翠柳樓的基座共兩層，及位於翠榕樓前專為開設酒樓的建築物；得到大型連鎖集團如牛奶公司、實惠集團、美心集團、中銀香港、大昌食品、OK便利店等，及一些以小本經營的衣、食、住、行相關的行業設立店舖；購物商場的出現，完全取代了過往徙置區時期於地面販賣各式各樣物品的生活模式。同年10月15日，翠屏邨第四期樓宇及商場揭幕，由房屋署副署長孟志凌主禮。
1991年，少部份秀茂坪邨1-17座遷置戶正式遷入翠桐及翠松樓安置單位。
1994年，在第7至10座原址上興建的5幢新十字型樓宇命名為寶珮苑，並納入為「居者有其屋」計劃第15期丙屋苑之一，翠屏邨居民可優先以綠表申請該屋苑，於翌年入伙。同時，位於翠楠樓對面的購物商場落成，有大家樂、7-11便利店等進駐。
1995年，翠屏邨重建第十期分兩個階段落成（而第二階段樓宇在1996年3月落成，部份單位用於安置觀塘區公屋重建項目住戶，但延誤一年才正式開始編配），屬當時最新的和諧式樓宇。樓宇名稱並沒刻意採用樹木名字，唯分別以同樣以木部為部首的漢字 - 「樂、杭、杏、榮」作名。
1996年，分拆為翠屏南邨和翠屏北邨，以便管理；分界線為翠屏道南面迴旋處，以南為南邨，以北為北邨；前者的屋邨辦事處位於第十期停車場平台，後者則仍設於翠桉樓平台。
1998年，屬小型單位大廈的翠楣樓落成，為整個重建項目劃上句號。
2002年1月，翠屏（北）邨納入為「租者置其屋」計劃第五期的屋邨之一，戶主可選擇以低於市價購入現住單位（翠楣樓除外）。
2005年，香港房屋委員會同意出售旗下大部份屋邨商場權益予領匯房產基金，其中包括翠屏商場。
2009年，翠屏（南）邨外一段將軍澳道裝設隔音屏障工程竣工。
2010年，翠屏（南）邨屋邨辦事處由第十期停車場平台遷往翠松樓；同時，該邨所有樓宇進行翻新工程。
2020年11月12日至2021年8月11日，翠屏（南）邨所有大廈作外牆翻新工程。

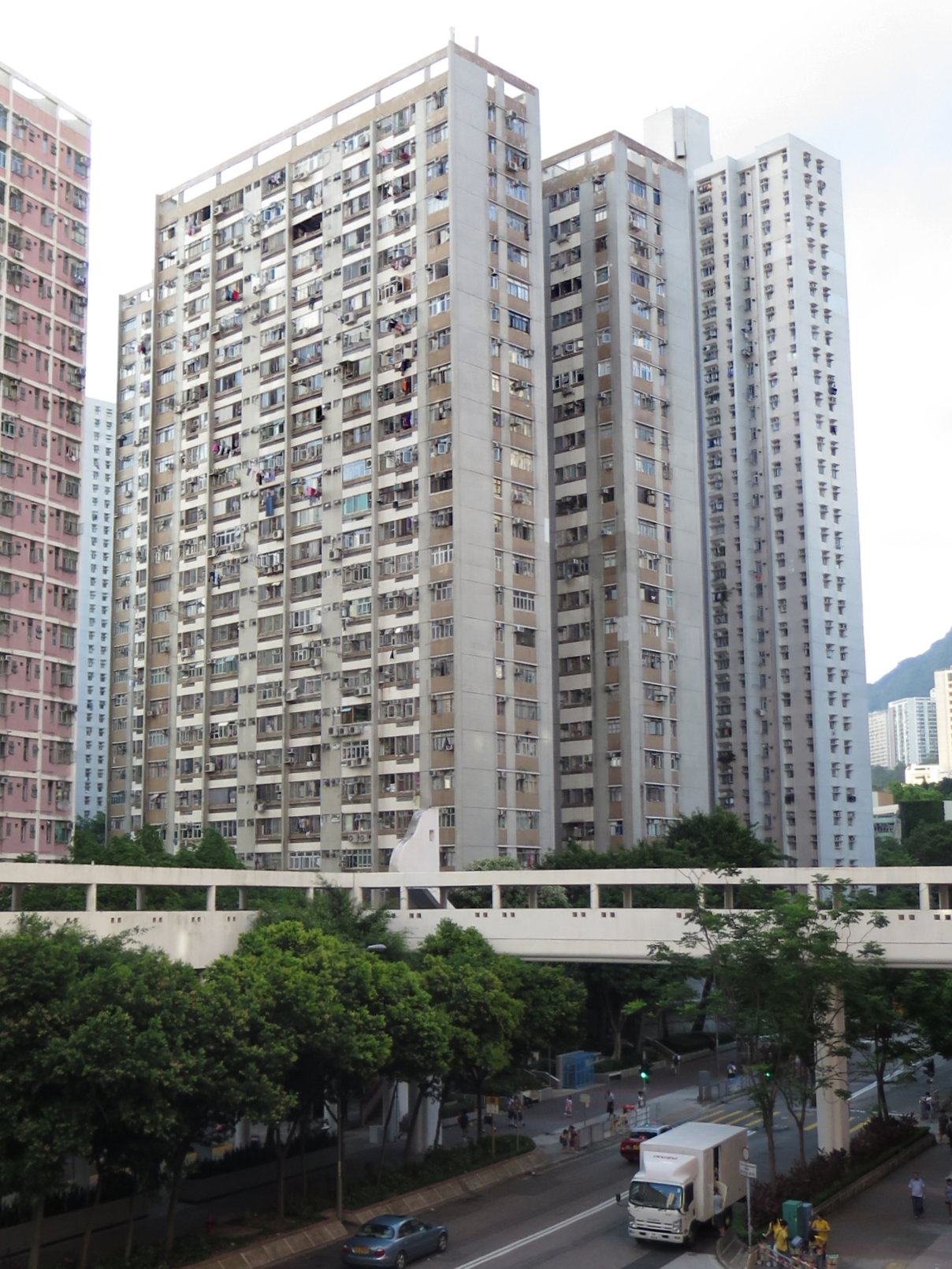
翠屏北邨翠楠樓，屬雙工字型住宅大廈
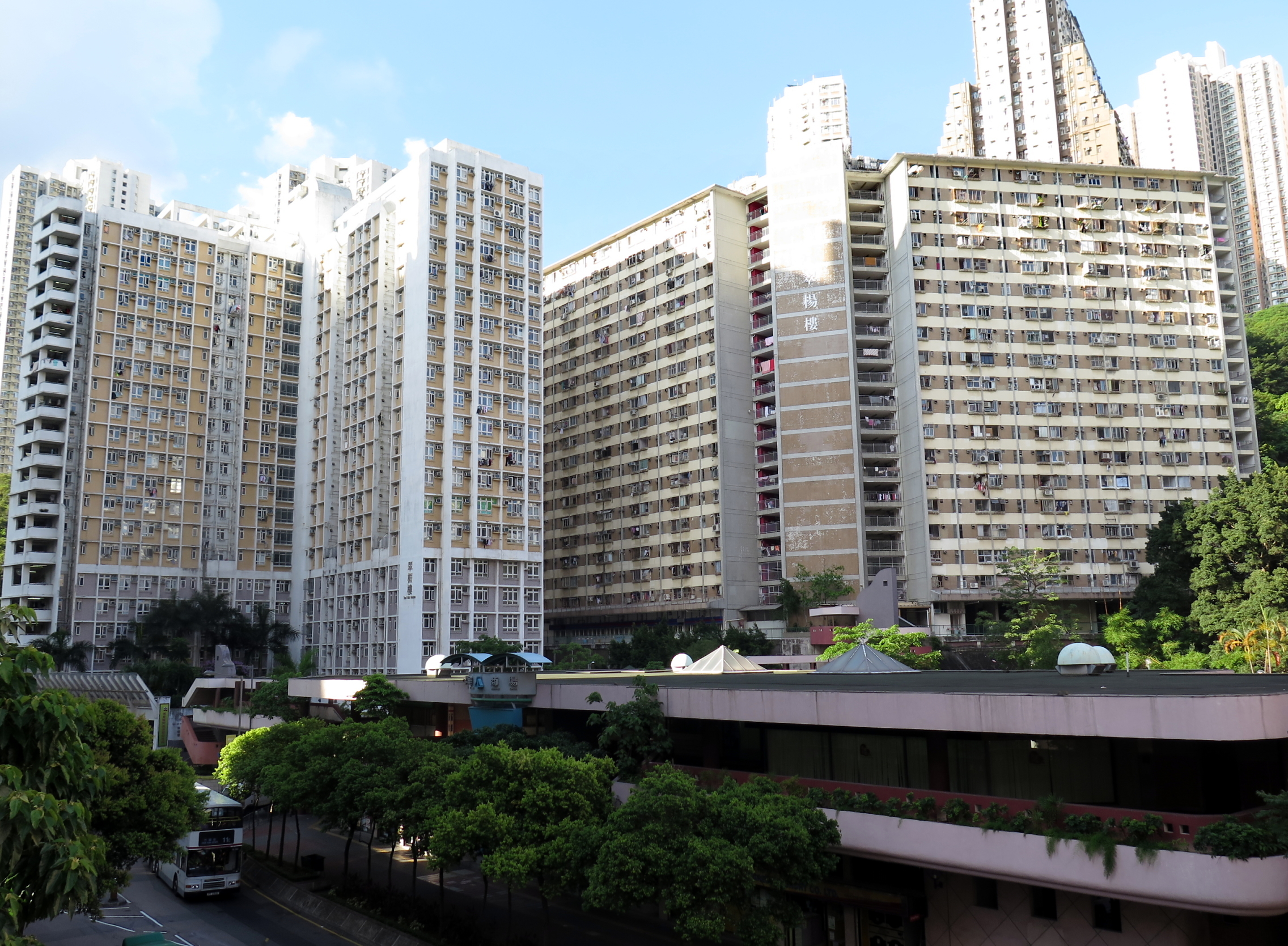
翠屏北邨小型單位大廈的翠楣樓（左）及舊長型的翠楊樓（右）
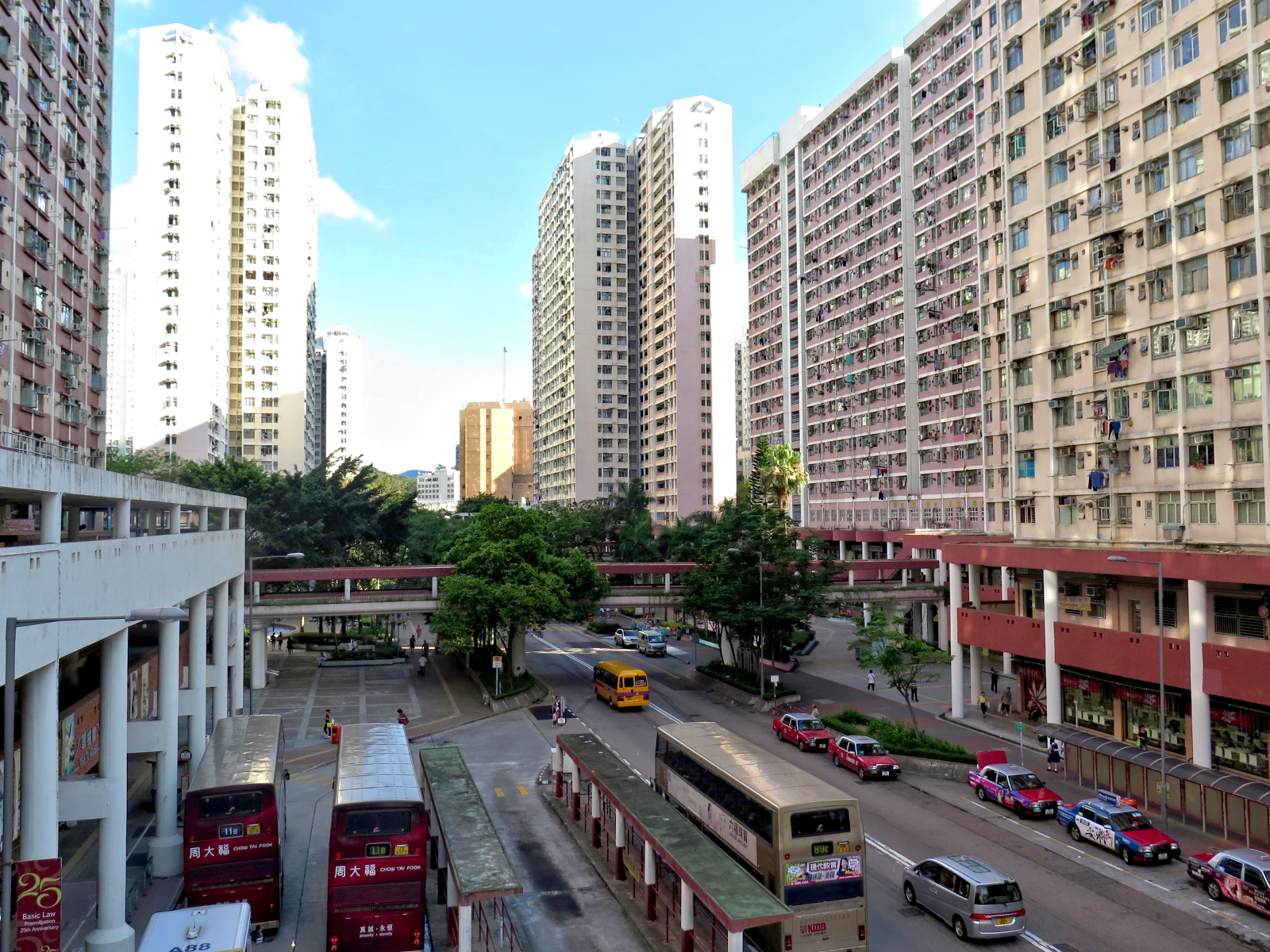
翠屏北邨的相連長型大廈
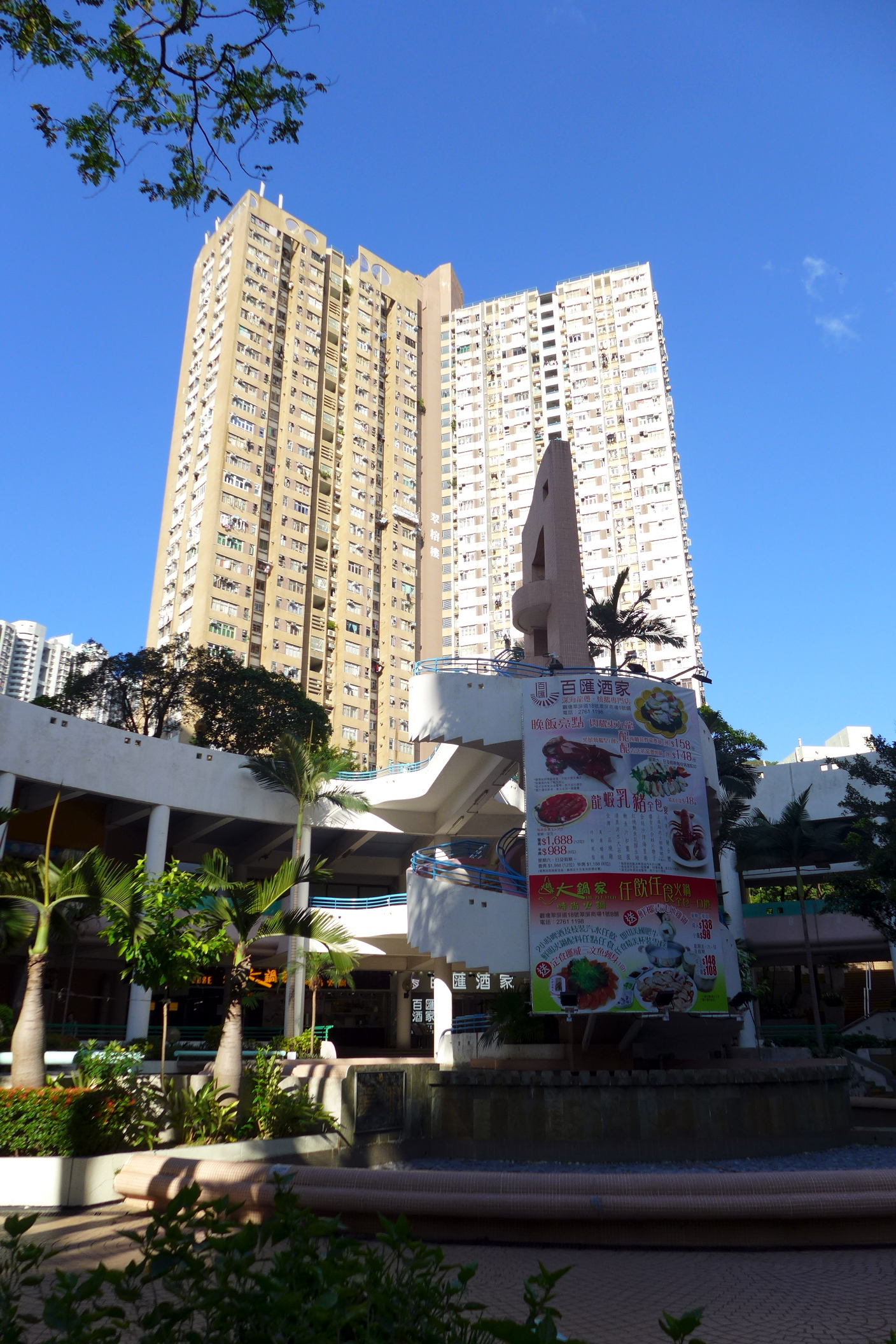
翠屏北邨第4期
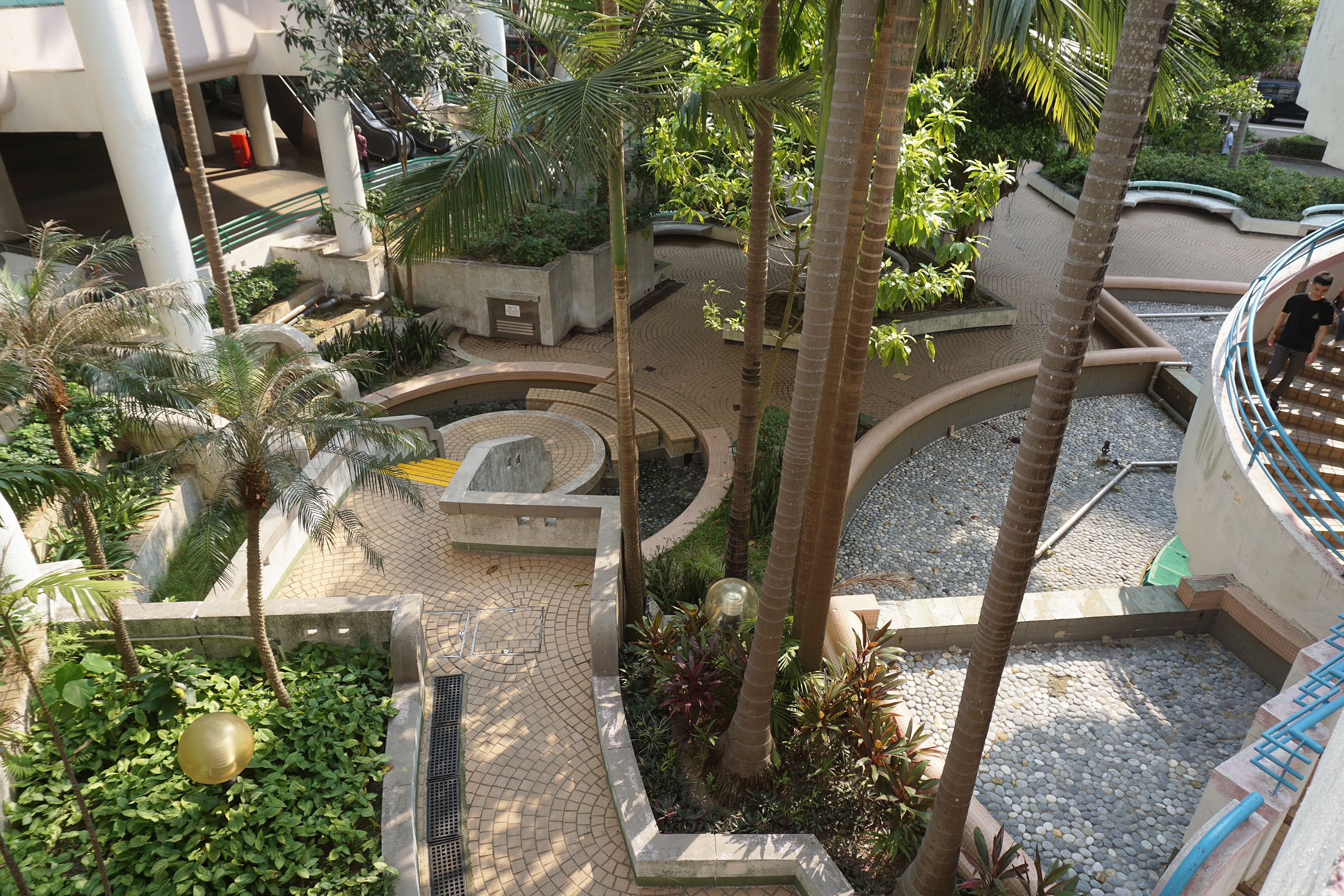
翠屏北邨第4期廣場設水池，唯現時只於大型節日開放
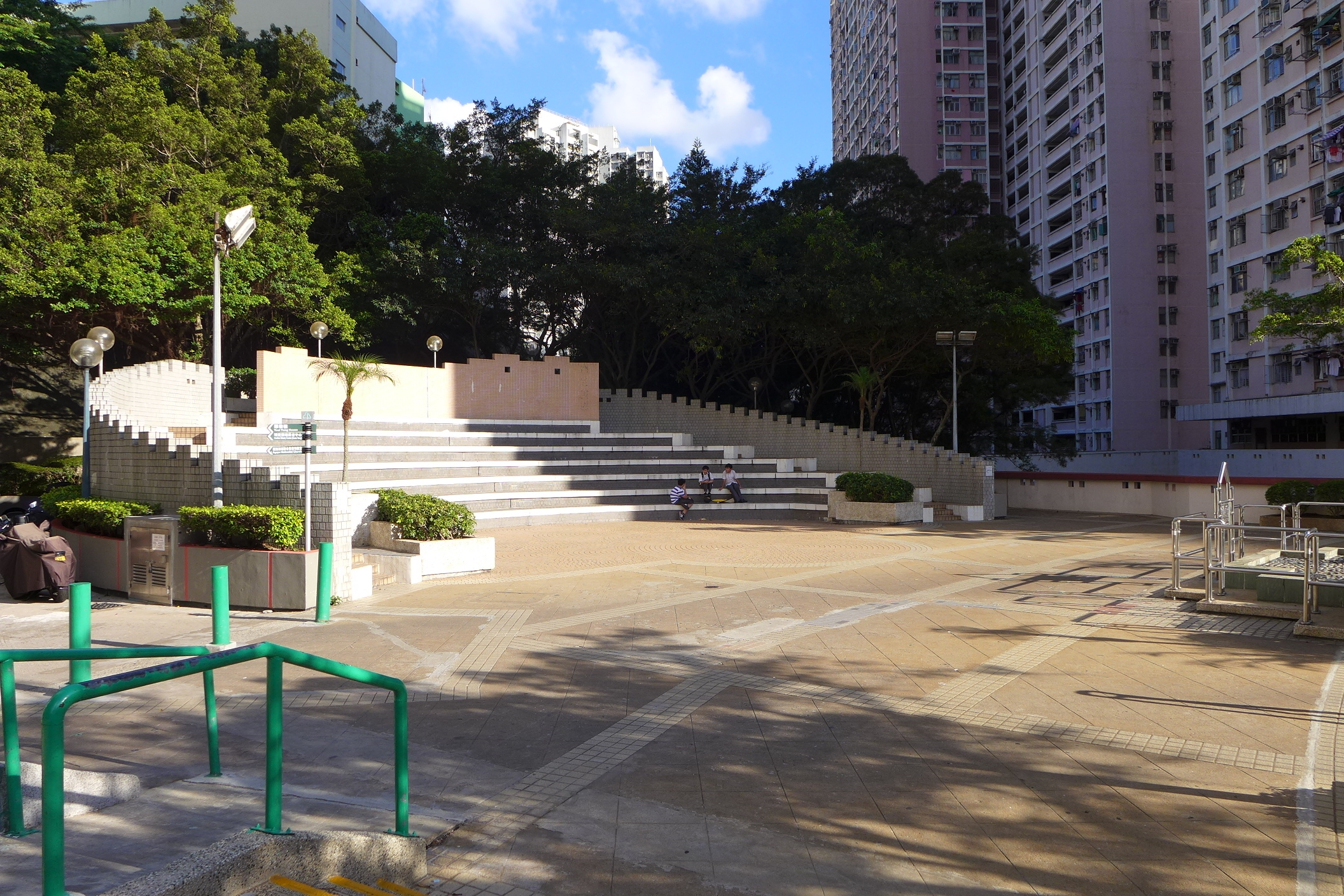
北邨第4期露天劇場
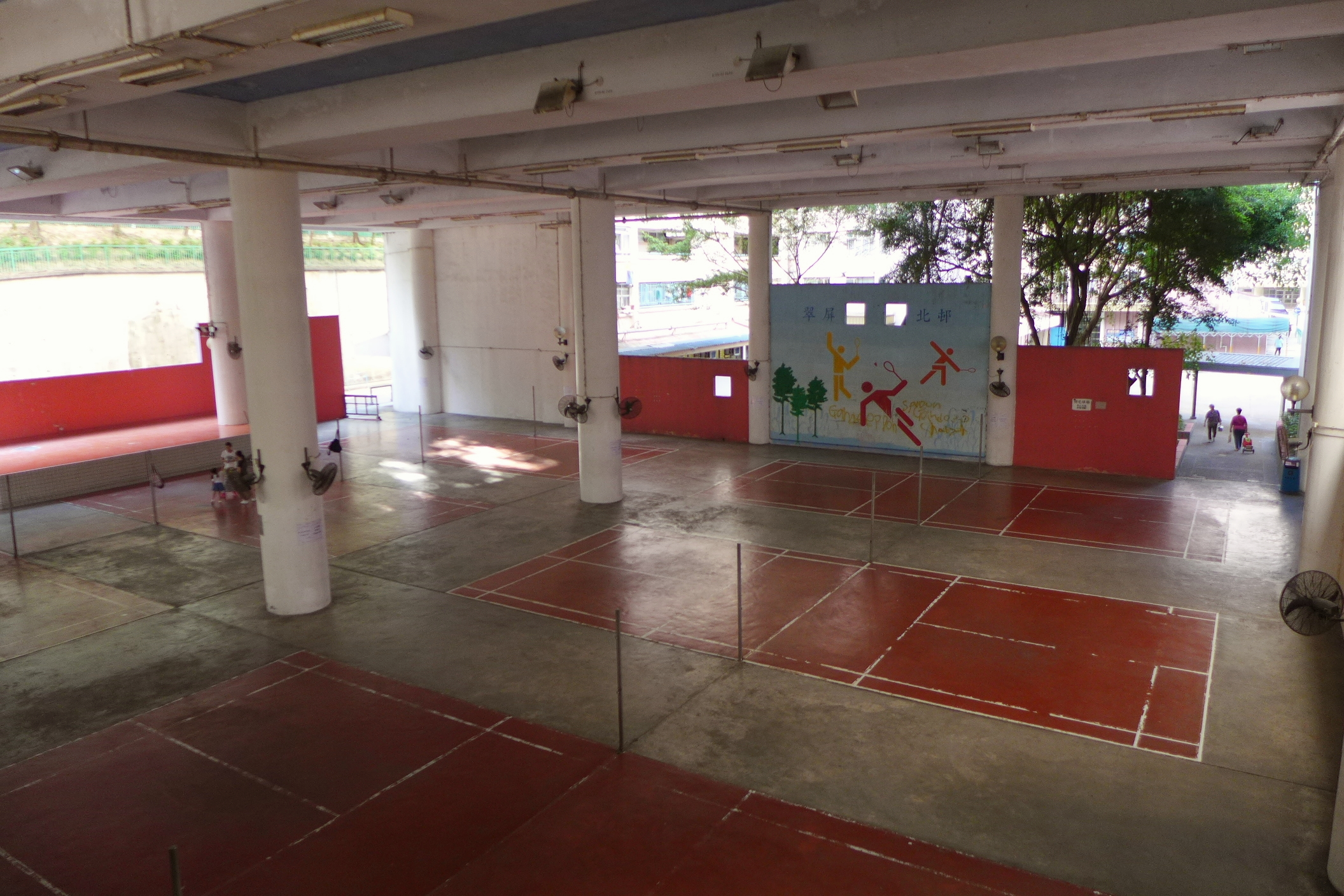
北邨室內羽毛球場
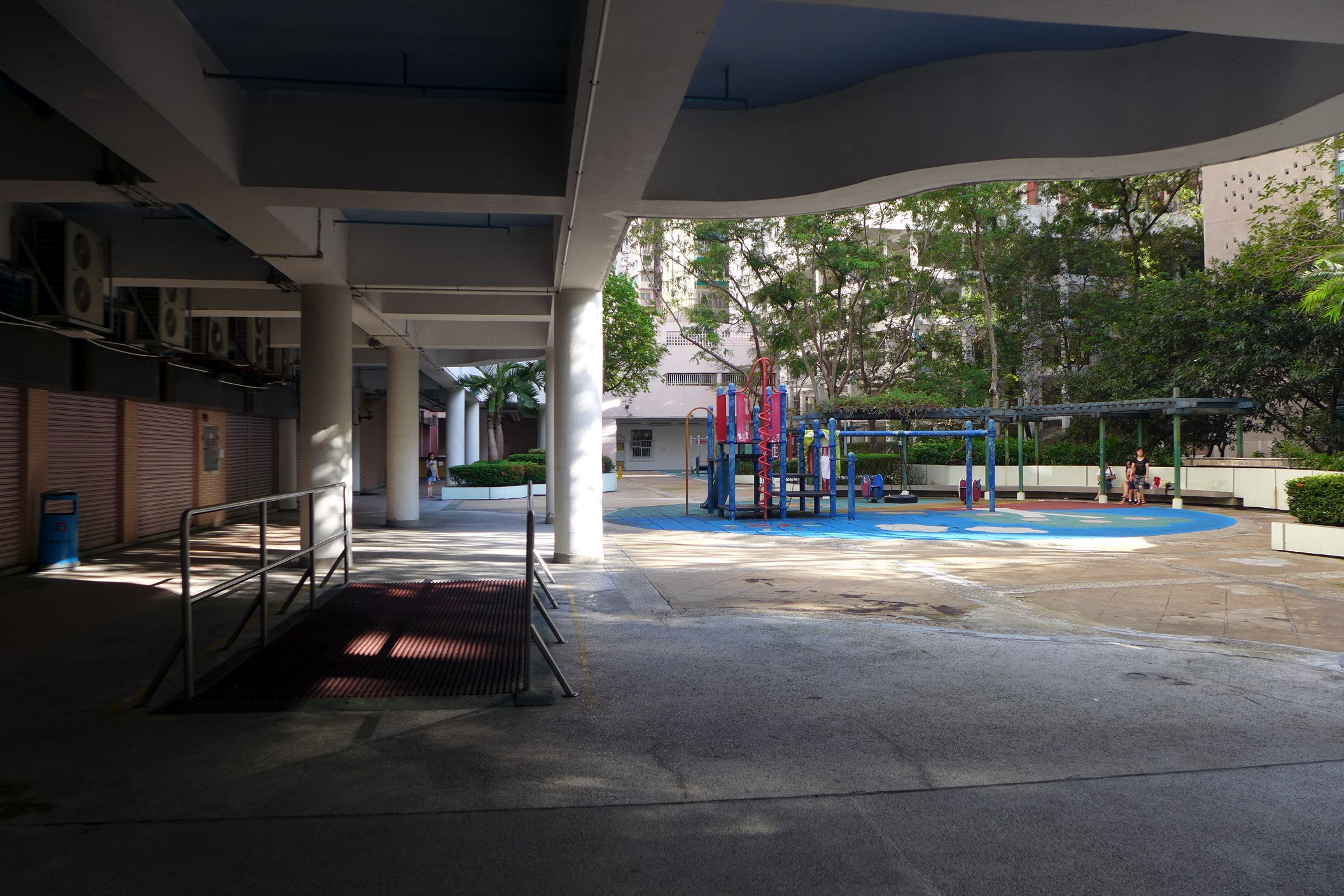
北邨卵石路步行徑及滑梯
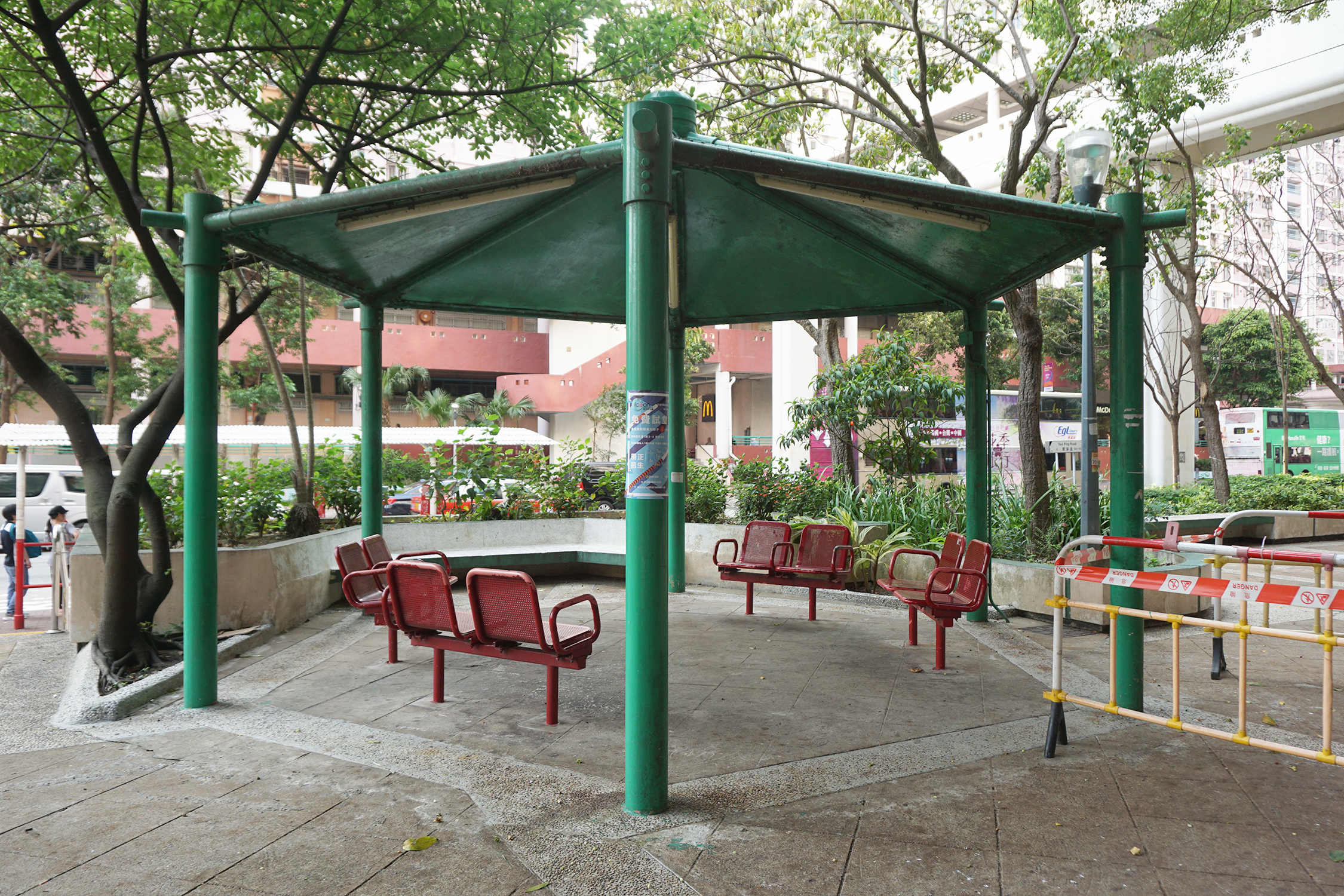
北邨涼亭
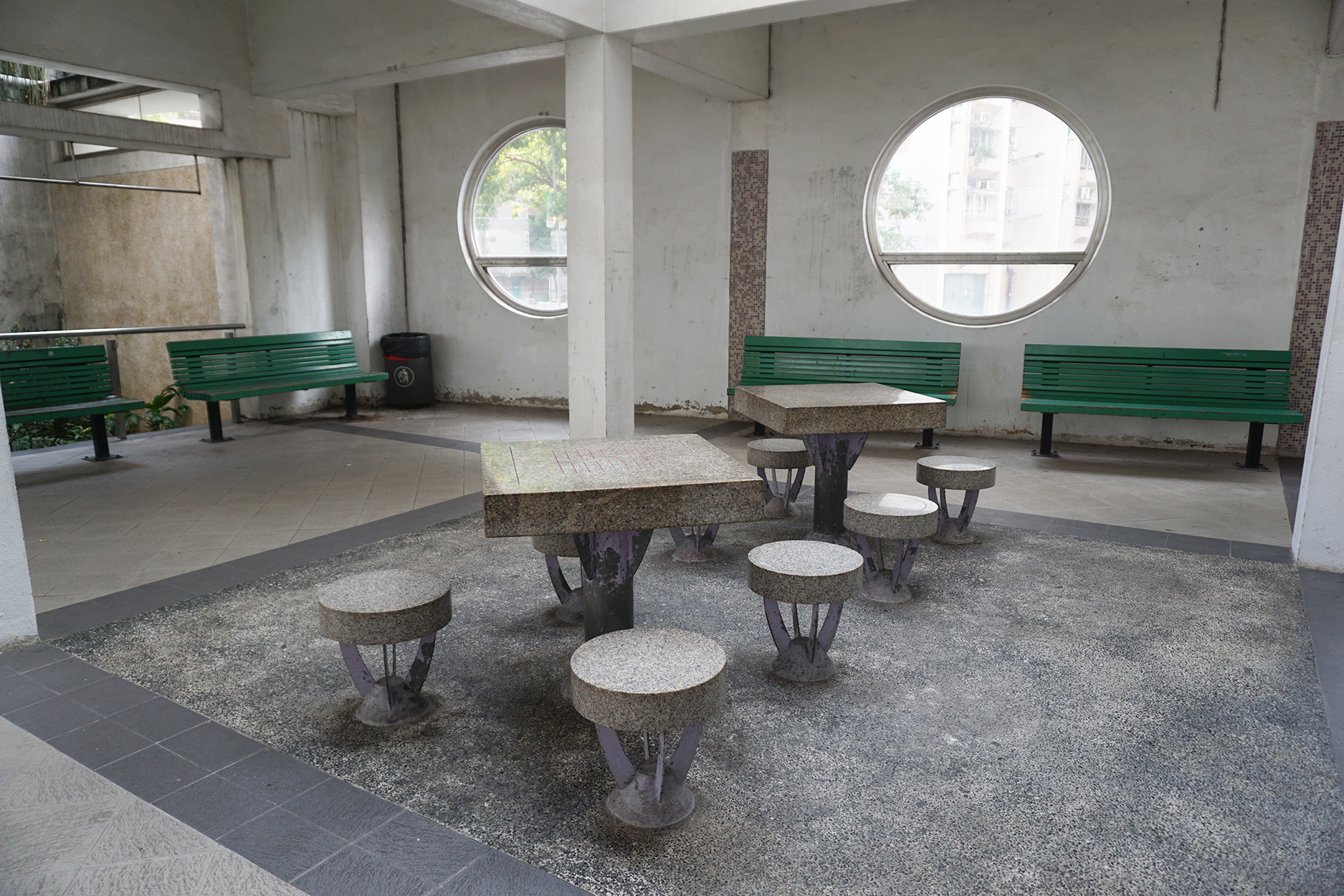
北邨棋藝區
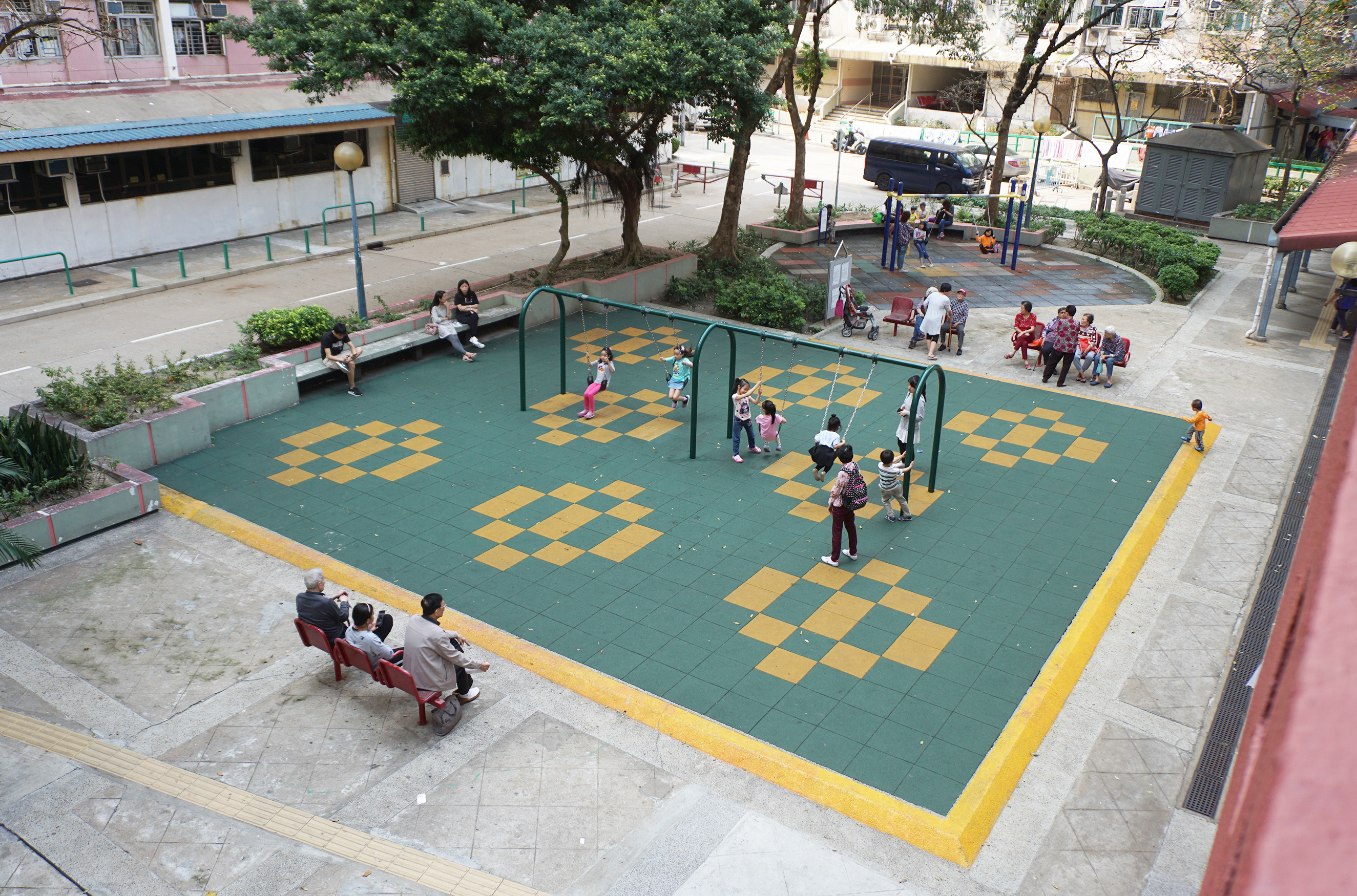
韆鞦
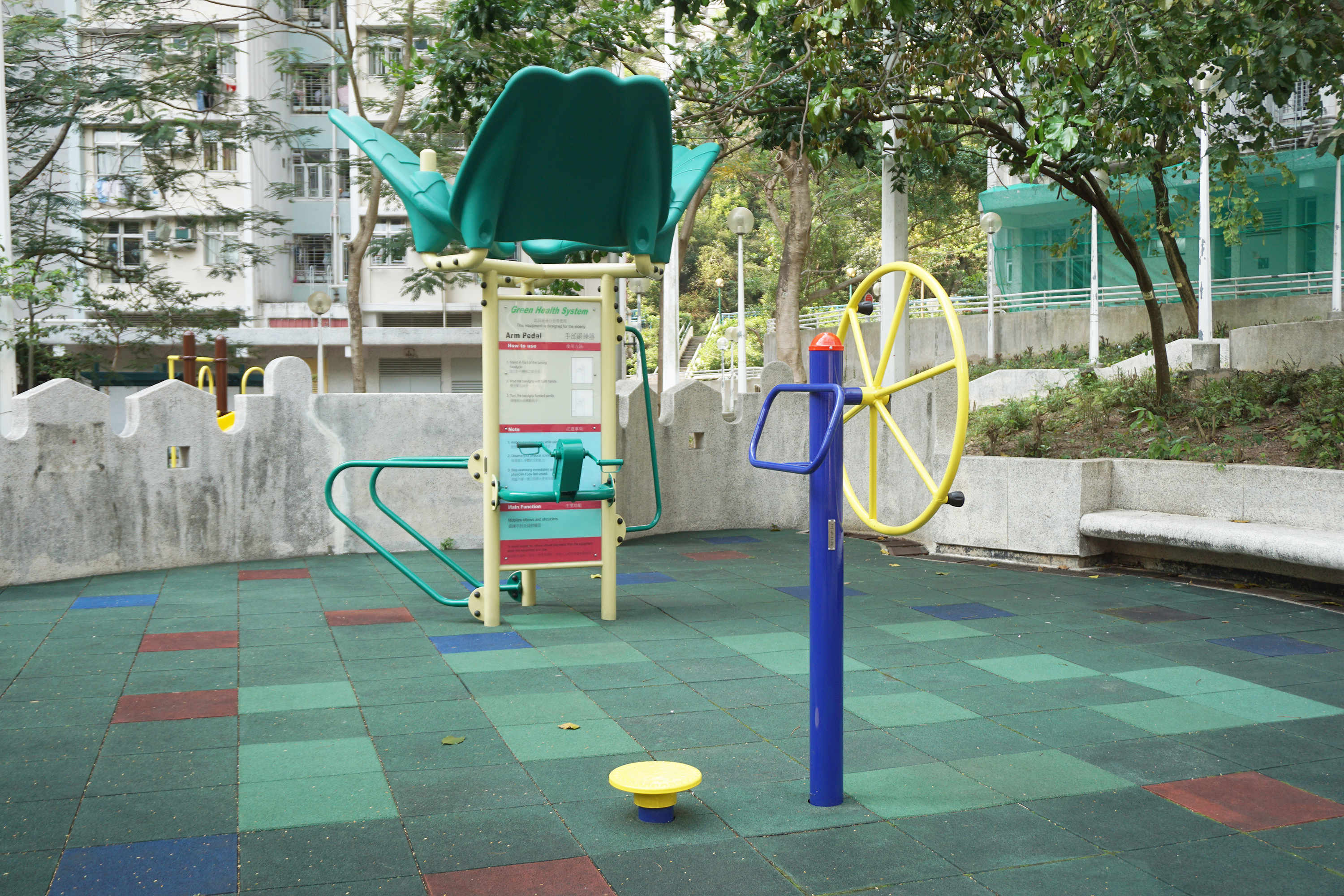
手部鍛鍊器及大轉輪
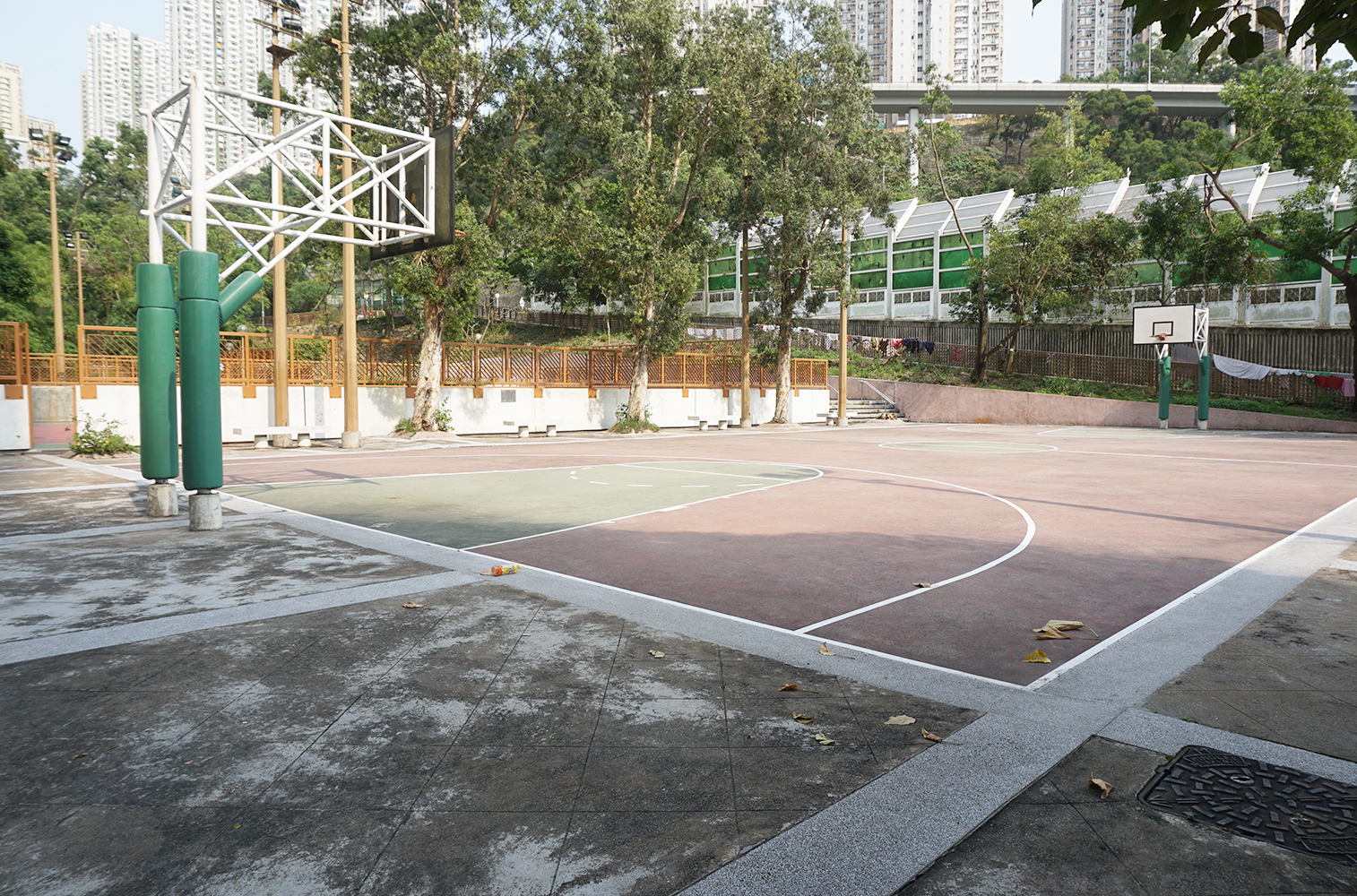
南邨籃球場
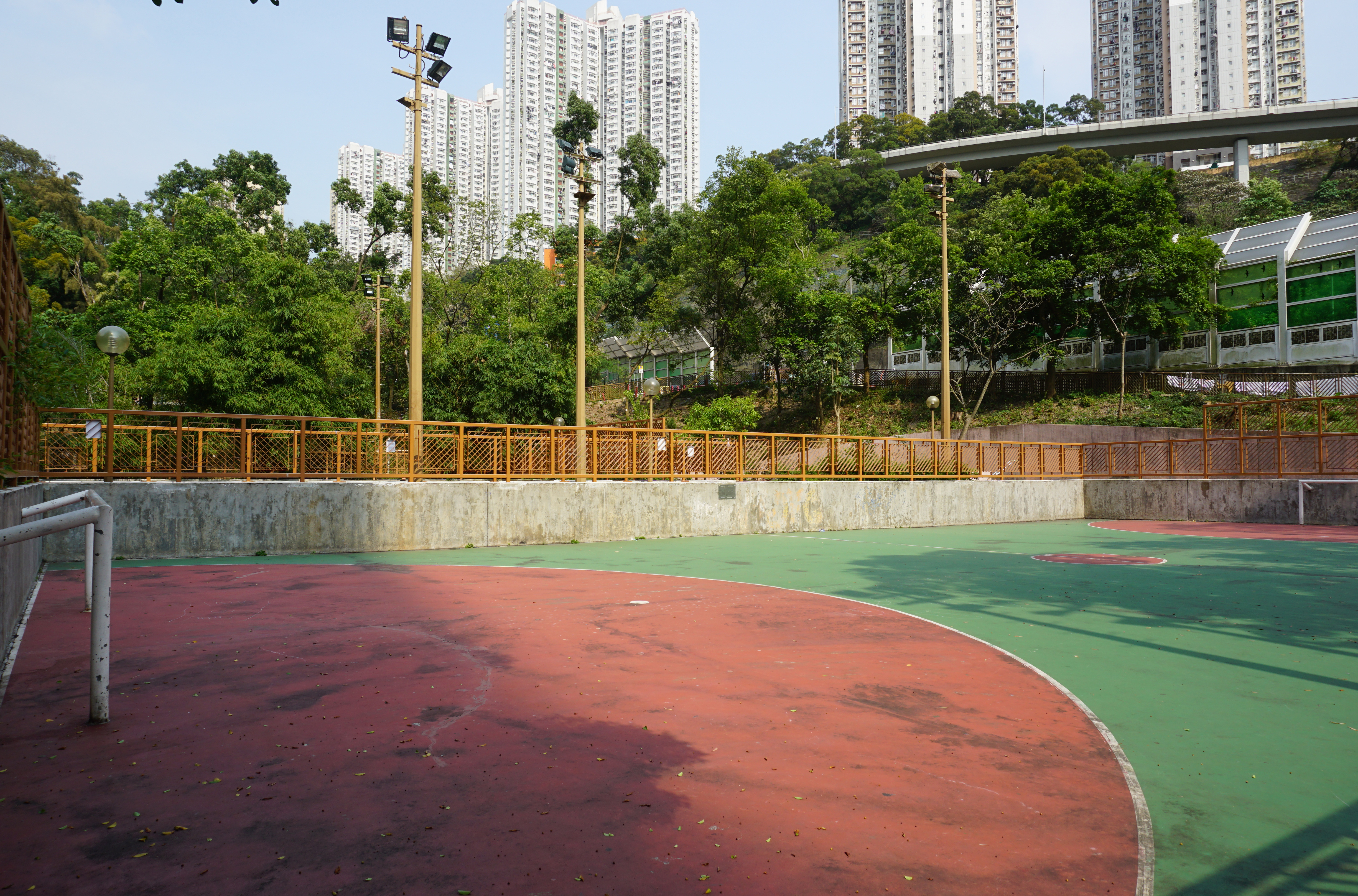
南邨足球場
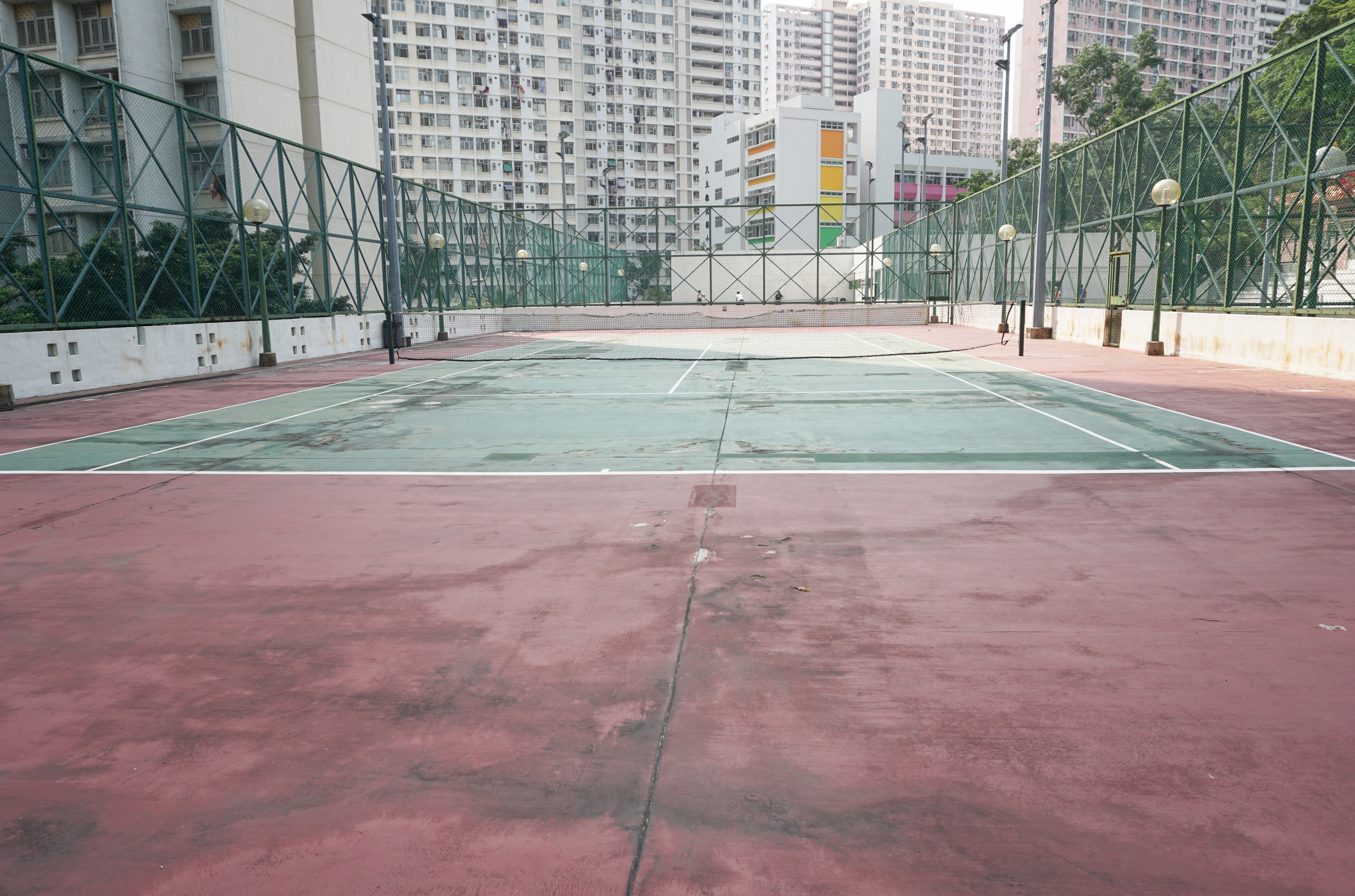
南邨網球場
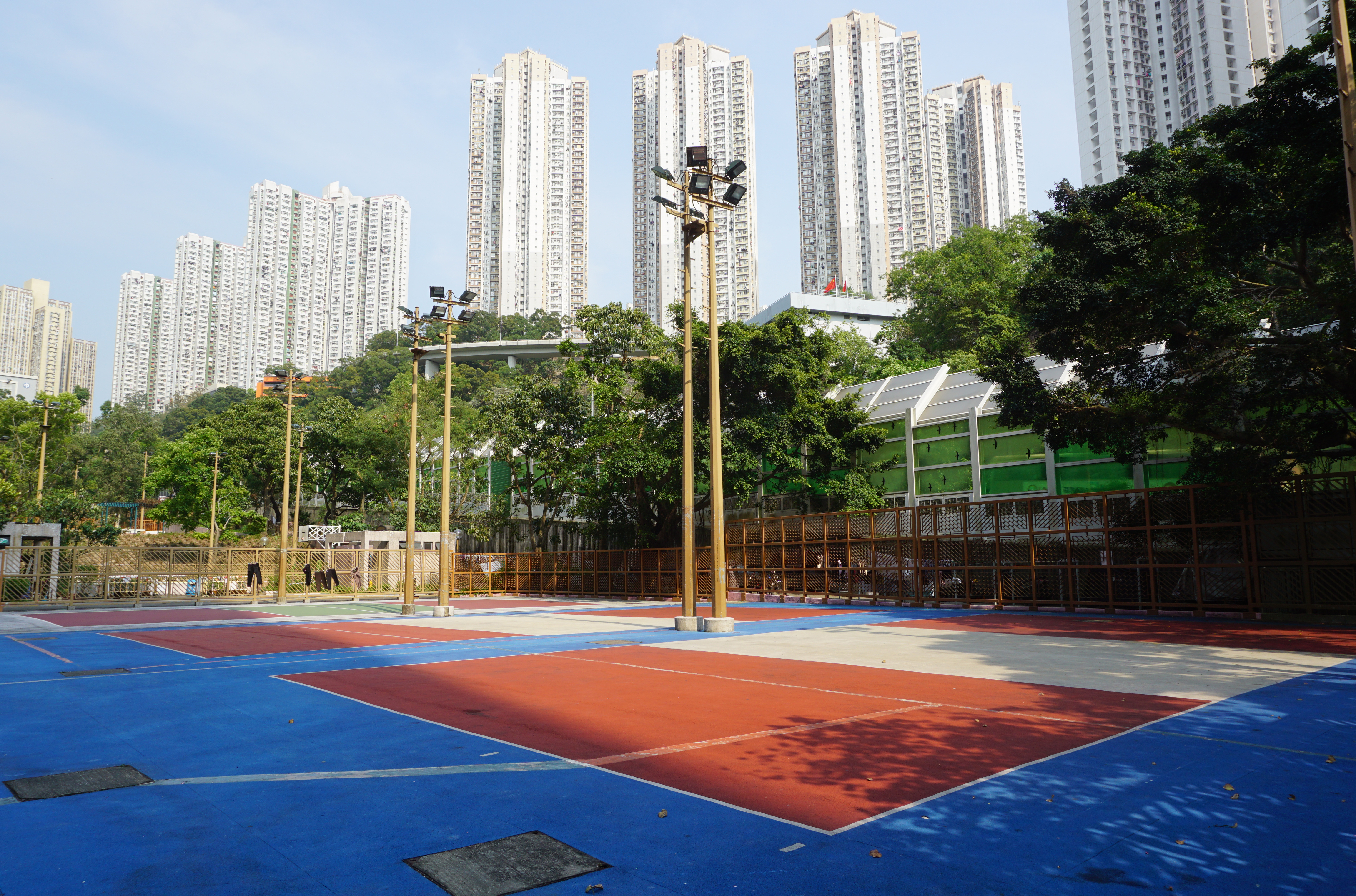
南邨排球場
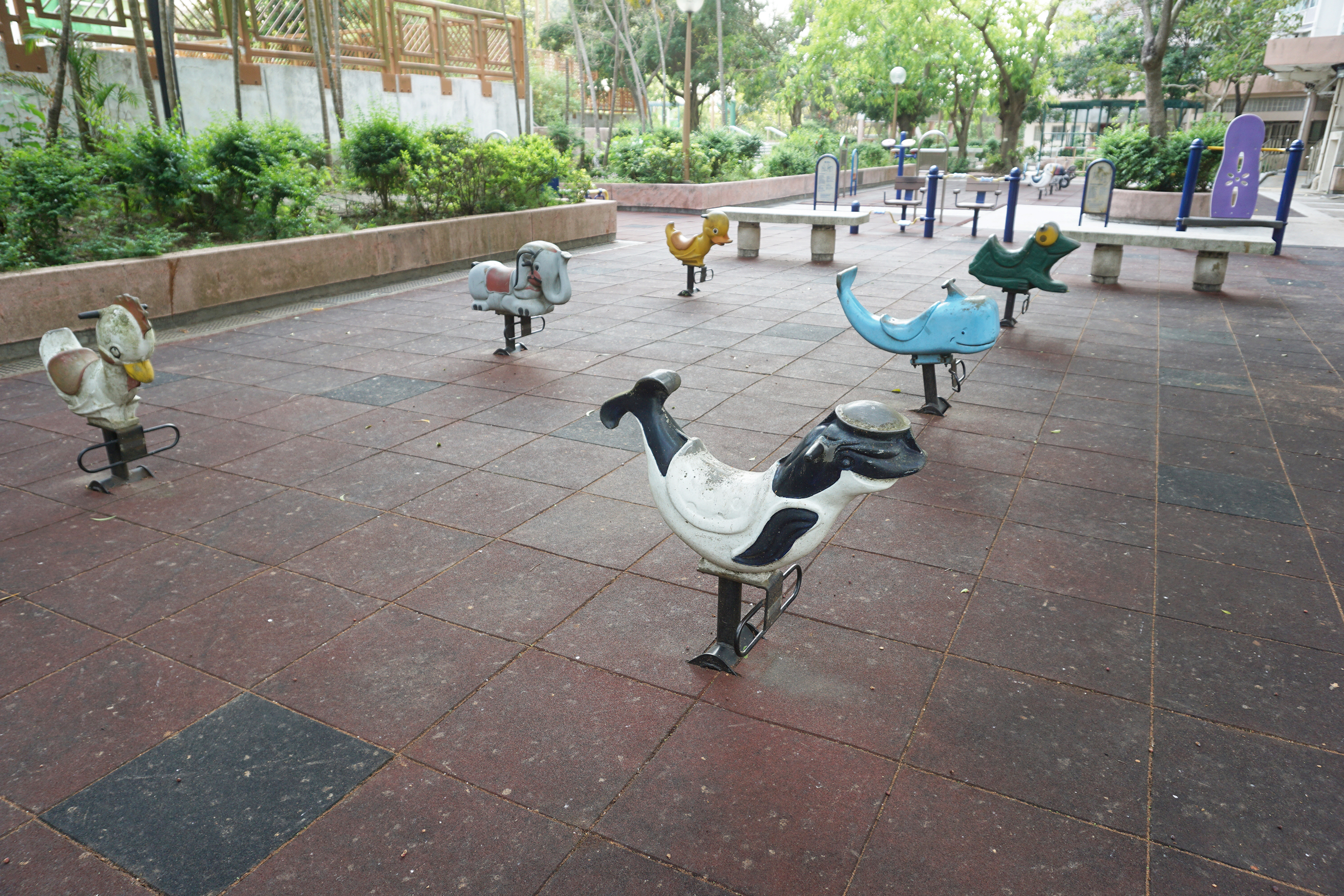
南邨動物造型彈簧椅及健體區
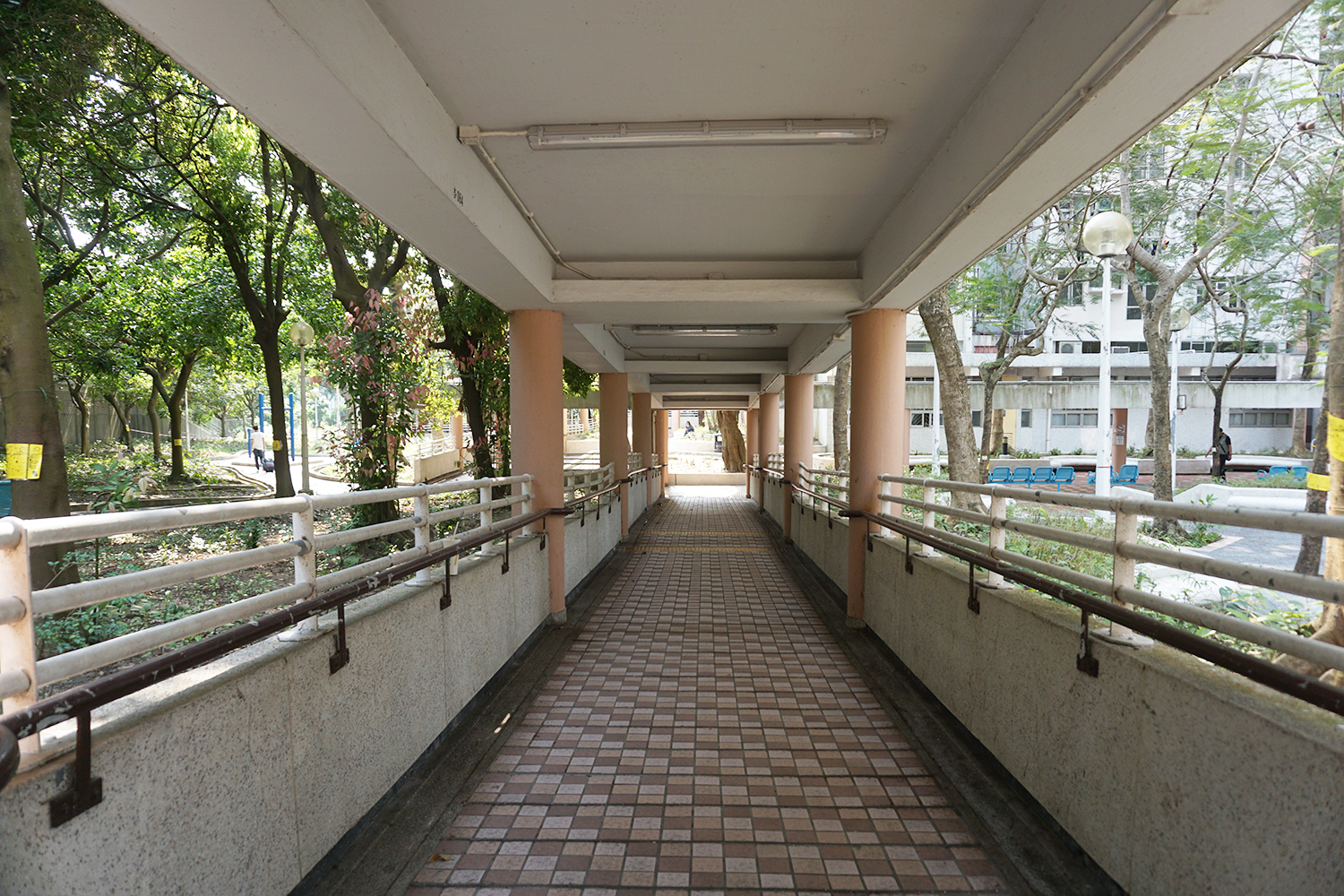
南邨有蓋行人通道
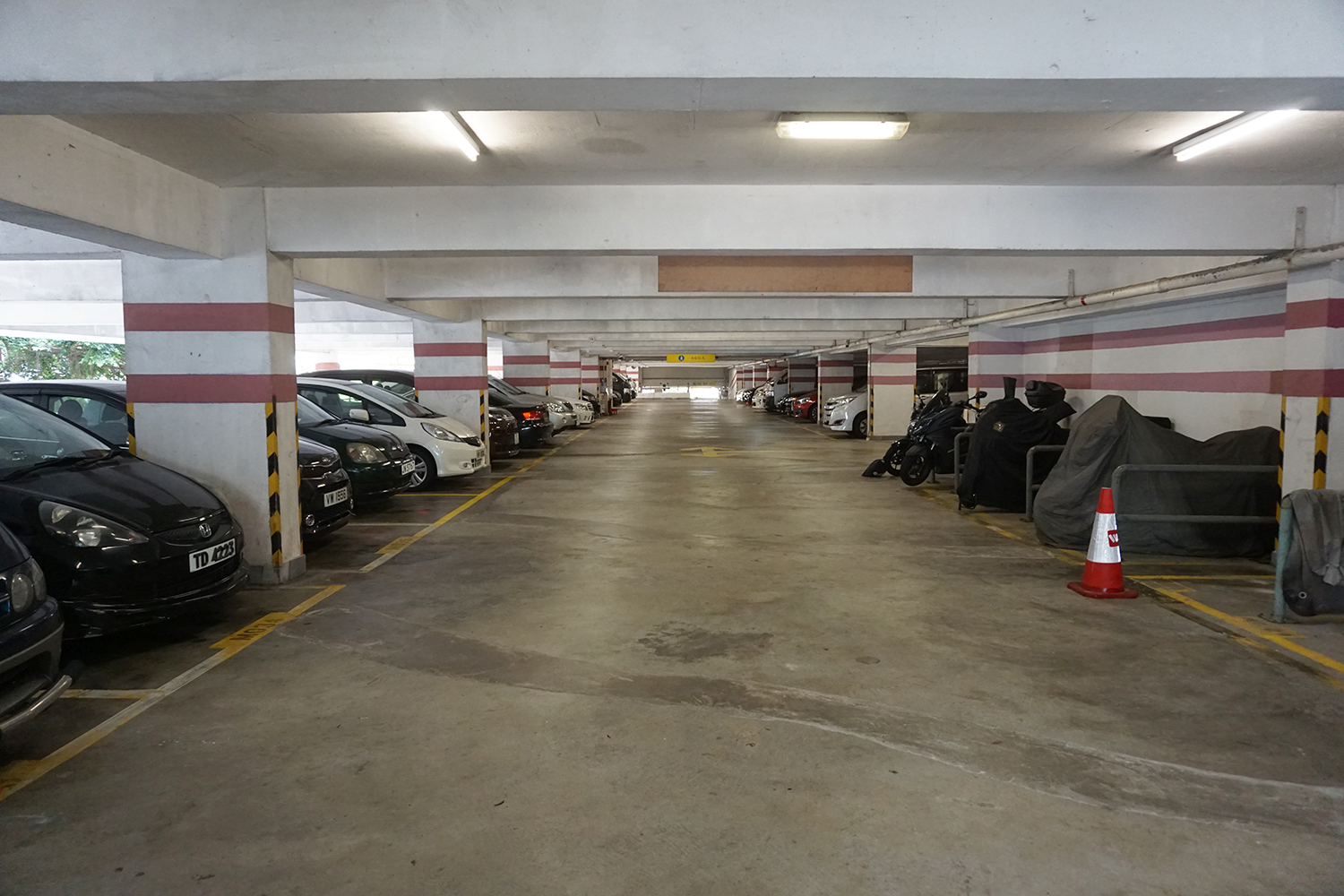
南邨停車場

## 屋邨資料

### 現時樓宇
| 邨屬     | 樓宇名稱（座號） | 樓宇類型                                    | 入伙年份      | 層數                  | 每層伙數            | 每座單位總數（伙） | 地基承建         | 承建商           | 提供升降機的廠商（更換前） | 提供升降機的廠商（更換後） | 期數 |
| -------- | ---------------- | ------------------------------------------- | ------------- | --------------------- | ------------------- | ------------------ | ---------------- | ---------------- | -------------------------- | -------------------------- | ---- |
| 翠屏南邨 | 翠松樓（A座）    | Y4型 （早期型設計）                         | 1990年        | 35                    | 21                  | 735                | 迅捷建築         | 榮康建築有限公司 | 日立                       | 奧的斯                     | 7    |
| 翠屏南邨 | 翠桐樓（B座）    | Y4型 （早期型設計）                         | 1989年        | 35                    | 21                  | 735                | 迅捷建築         | 榮康建築有限公司 | 日立                       | 奧的斯                     | 7    |
| 翠屏南邨 | 翠榮樓（C座）    | 和諧二型第三款 （第二代）                   | 1996年        | 36                    | 21                  | 733                | 金門建築         | 中國建築國際     | 奧的斯                     | （暫末更換）               | 10   |
| 翠屏南邨 | 翠杏樓（D座）    | 和諧二型第三款 （第二代）                   | 1996年        | 36                    | 21                  | 765                | 金門建築         | 中國建築國際     | 奧的斯                     | （暫末更換）               | 10   |
| 翠屏南邨 | 翠杭樓（E座）    | 和諧二型第三款 （第二代）                   | 1996年        | 36                    | 21                  | 750                | 金門建築         | 中國建築國際     | 奧的斯                     | （暫末更換）               | 10   |
| 翠屏南邨 | 翠樂樓（F座）    | 和諧二型第三款 （第一代）                   | 1995年        | 36                    | 21                  | 750                | 廣東水利電力建設 | 建業建築         | 東芝                       | （暫末更換）               | 12   |
| 翠屏南邨 | 翠櫻樓（G座）    | 相連長型三型 （第一款設計）                 | 1989年        | 24                    | 20                  | 480                | 廣東水利電力建設 | 中國建築國際     | 通力                       | 奧的斯                     | 4    |
| 翠屏北邨 | 翠梓樓（H座）    | 相連長型一型 （第一款設計）                 | 1990年5月1日  | 26                    | 16                  | 408                | 廣東水利水電工程 | 廣東水利水電工程 | 通力                       | (暫末更換)                 | 3    |
| 翠屏北邨 | 翠柳樓（J座）    | 相連長型一型 （第一款設計）                 | 1990年5月1日  | 26                    | 16                  | 408                | 廣東水利水電工程 | 廣東水利水電工程 | 通力                       | (暫末更換)                 | 3    |
| 翠屏北邨 | 翠樟樓（K座）    | 相連長型一型 （第一款設計）                 | 1994年10月1日 | 26                    | 16                  | 404                | （不詳）         | 其士（建築）     | 東芝                       | (暫末更換)                 | 9    |
| 翠屏北邨 | 翠柏樓（L座）    | 相連長型一型 （第一款設計）                 | 1990年7月1日  | 26                    | 16                  | 408                | （不詳）         | 中國建築國際     | 通力                       | (暫末更換)                 | 6    |
| 翠屏北邨 | 翠桉樓（M座）    | 單翼新長型                                  | 1990年7月1日  | 19                    | 28                  | 532                | （不詳）         | 中國建築國際     | 通力                       | (暫末更換)                 | 6    |
| 翠屏北邨 | 翠榆樓（N座）    | 相連長型一型 （第一款設計）                 | 1990年7月1日  | 27                    | 16                  | 407                | （不詳）         | 中國建築國際     | 通力                       | (暫末更換)                 | 6    |
| 翠屏北邨 | 翠梅樓（P座）    | 相連長型三型 （第一款設計）                 | 1990年7月1日  | 25                    | 22（2-24）,18（25） | 520                | （不詳）         | 中國建築國際     | 通力                       | (暫末更換)                 | 6    |
| 翠屏北邨 | 翠楠樓（Q座）    | 雙連座工字型 （第二代設計）                 | 1982年4月1日  | 27（高座） 25（低座） | 15                  | 778                | （不詳）         | 耀榮建築有限公司 | 快高靈                     | (暫末更換)                 | 2    |
| 翠屏北邨 | 翠楊樓（R座）    | 舊長型 （中央走廊式，連接D）                | 1982年3月1日  | 18                    | 40                  | 720                | （不詳）         | （不詳）         | 快高靈                     | (暫末更換)                 | 1    |
| 翠屏北邨 | 翠桃樓（S座）    | 舊長型 （中央走廊式，連接C）                | 1986年6月1日  | 20                    | 41                  | 819                | （不詳）         | 合和建築         | 英國通用電氣-快而安        | 通力                       | 5    |
| 翠屏北邨 | 翠榕樓（T座）    | Y2型                                        | 1986年7月1日  | 34                    | 24                  | 816                | （不詳）         | 合和建築         | 英國通用電器-捷運          | (暫末更換)                 | 4    |
| 翠屏北邨 | 翠楣樓（SHB座）  | 小型單位大廈 （連附有梗房的家庭式設計單位） | 1998年        | 20                    | 16                  | 320                | （不詳）         | 耀榮建築         | 英國通用電器-捷運          | (暫末更換)                 | 11   |

註：以粗體標注的樓宇設有供1–2人住戶入住的「劏房」，主要編配予同一屋邨、觀塘（鯉魚門道）邨、秀茂坪下邨及藍田邨重建計劃的受影響居民。
另外，翠榮樓及翠杏樓於1至4樓設有長者住屋，現已陸續還原作一般家庭單位編配予家庭輪候人仕。
第二、五期為週邊設施；而第八期為寶珮苑。
翠桃樓目前是翠屏北邨唯一一座曾更換升降機的大廈，亦是北邨唯一一座升降機設有粵語，英語及普通話三語聲音提示（包括去向，到達的樓層及升降機門開啟的提示）的大廈，不過聲音提示中的用字及聲線，以至升降機的設計與構造（包括機內外的樓層顯示器）與房委會其它公屋住宅樓宇的升降機略有不同。
翠楣樓現時是翠屏北邨唯一沒有納入「租置者其屋」計劃的大廈，而在北邨獨特之處是此大廈是以小家庭單位（6樓及以上各樓層）及長者住屋（1至5樓）劃分並且使用不同的大堂出入口及升降機（正常情形下小家庭單位部份有兩台升降機可用，其一是大型雙對門升降機，而長者住屋部份則只有1台專屬的升降機），亦是本邨唯一設有大型雙對門升降機的大廈（正常情形只往來6至20樓的小家庭單位樓層及其相關地下大堂，而不停1至5樓的長者住屋樓層，且不會開啟往長者住屋地下大堂方向的機門）。
翠屏南邨現時只有翠樂樓的升降機使用的機内LED樓層顯示器是長型，其它大廈的升降機內所使用的LED樓層顯示器則為縮短版本。

### 歷代樓宇
| 重建前的翠屏邨   | 重建前的翠屏邨 | 重建前的翠屏邨 | 重建前的翠屏邨 | 重建前的翠屏邨 | 重建前的翠屏邨              | 重建前的翠屏邨                 |
| 樓宇名稱         | 樓宇類型       | 落成年份       | 拆卸年份       | 原座號         | 重建後原地所屬的屋苑/樓宇   | 原邨安置樓宇                   |
| ---------------- | -------------- | -------------- | -------------- | -------------- | --------------------------- | ------------------------------ |
| 第1座            | 第一型         | 1957年         | 1991年         | T              | 翠樟樓                      | 翠松樓（重建後） 翠桐樓        |
| 第2座            | 第一型         | 1956年         | 1986年         | L              | 翠柏樓 翠桉樓 翠榆樓 翠梅樓 | 翠榕樓 翠桃樓                  |
| 第3座            | 第一型         | 1956年         | 1986年         | M              | 翠柏樓 翠桉樓 翠榆樓 翠梅樓 | 翠榕樓 翠桃樓                  |
| 第4座            | 第一型         | 1956年         | 1986年         | N              | 翠柏樓 翠桉樓 翠榆樓 翠梅樓 | 翠榕樓 翠桃樓                  |
| 第5座            | 第一型         | 1956年         | 1986年         | O              | 翠柏樓 翠桉樓 翠榆樓 翠梅樓 | 翠榕樓 翠桃樓                  |
| 第6座            | 第一型         | 1956年         | 1986年         | P              | 翠柏樓 翠桉樓 翠榆樓 翠梅樓 | 翠榕樓 翠桃樓                  |
| 第7座            | 第一型         | 1956年         | 1990年         | Q              | 寶珮苑                      | 翠柏樓 翠桉樓 翠榆樓 翠梅樓    |
| 第8座            | 第一型         | 1956年         | 1990年         | R              | 寶珮苑                      | 翠柏樓 翠桉樓 翠榆樓 翠梅樓    |
| 第9座            | 第一型         | 1956年         | 1990年         | S              | 寶珮苑                      | 翠柏樓 翠桉樓 翠榆樓 翠梅樓    |
| 第10座           | 第一型         | 1958年         | 1990年         | X              | 寶珮苑                      | 翠柏樓 翠桉樓 翠榆樓 翠梅樓    |
| 第11座           | 第一型         | 1957年         | 1990年         | W              | 翠楣樓                      | 翠柏樓 翠桉樓 翠榆樓 翠梅樓    |
| 第12座           | 第一型         | 1957年         | 1982年         | V              | 翠桃樓 翠屏商場             | 翠楠樓 翠楊樓 翠松樓（重建前） |
| 第13座           | 第一型         | 1955年         | 1982年         | K              | 翠桃樓 翠屏商場             | 翠楠樓 翠楊樓 翠松樓（重建前） |
| 第14座           | 第一型         | 1957年         | 1982年         | U              | 翠榕樓                      | 翠楠樓 翠楊樓 翠松樓（重建前） |
| 第15座           | 第一型         | 1955年         | 1986年         | J              | 翠柳樓                      | 翠榕樓 翠桃樓                  |
| 第16座           | 第一型         | 1955年         | 1986年         | G              | 翠柳樓                      | 翠榕樓 翠桃樓                  |
| 第17座（翠松樓） | 第一型         | 1955年         | 1991年         | H              | 翠樟樓                      | 翠松樓（重建後） 翠桐樓        |
| 第18座           | 第一型         | 1955年         | 1986年         | F              | 翠梓樓                      | 翠榕樓 翠桃樓                  |
| 第19座           | 第一型         | 1955年         | 1986年         | E              | 翠櫻樓                      | 翠榕樓 翠桃樓                  |
| 第20座           | 第一型         | 1955年         | 1991年         | D              | 翠樂樓 翠杭樓               | 翠松樓（重建後） 翠桐樓        |
| 第21座           | 第一型         | 1955年         | 1991年         | C              | 翠樂樓 翠杭樓               | 翠松樓（重建後） 翠桐樓        |
| 第22座           | 第一型         | 1955年         | 1991年         | B              | 翠樂樓 翠杭樓               | 翠松樓（重建後） 翠桐樓        |
| 第23座           | 第一型         | 1955年         | 1991年         | A              | 翠樂樓 翠杭樓               | 翠松樓（重建後） 翠桐樓        |
| 第24座           | 第一型         | 1958年         | 1986年         | Y              | 翠杏樓 翠榮樓               | 翠榕樓 翠桃樓                  |

## 商業設施
翠屏商場分為（北）和（南）兩部份，位於翠屏道兩旁公屋基座M1層（地面）、M2層，並且有行人天橋連接。商場樓面面積為109,067呎，於1990年落成。商場主要租戶包括惠康超級市場、Smart零食店、759阿信屋、萬寧、日本城、中國銀行（香港）、兩間便利店、美國冒險樂園（已搬至裕民坊）、真開心樂園、中西藥行、琴行、洗衣店、髮廊、牙醫診所、教育中心、兩間議員辦事處。餐廳包括皇庭匯、翠林園茶餐廳、完美煮意台灣料理、譚仔雲南米線和美心MX等。
同時設社區設施，包括工聯康齡翠屏長者中心、明愛成人及高等教育服務中心和基督教敬拜會社會服務中心。

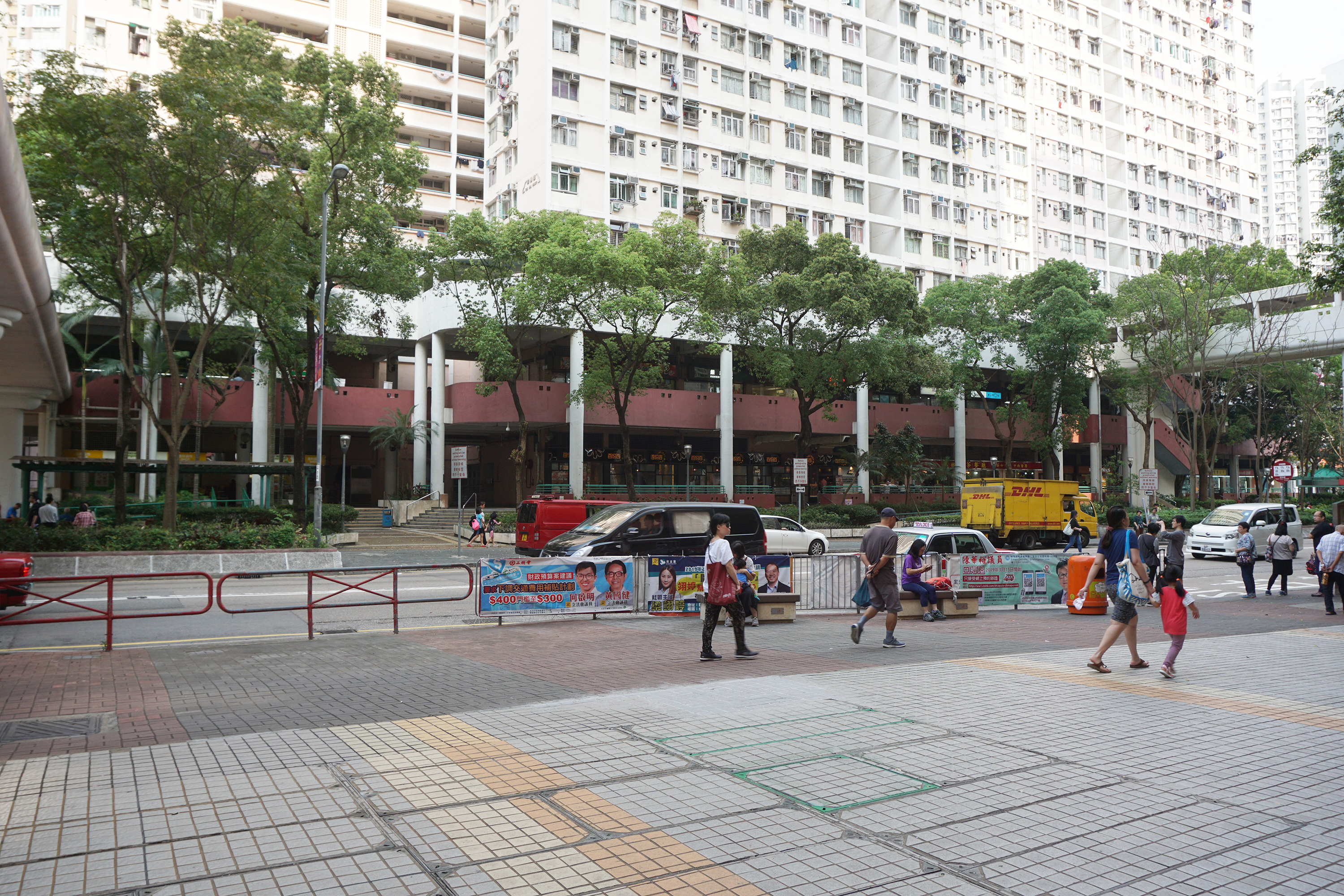
翠柳樓商舖
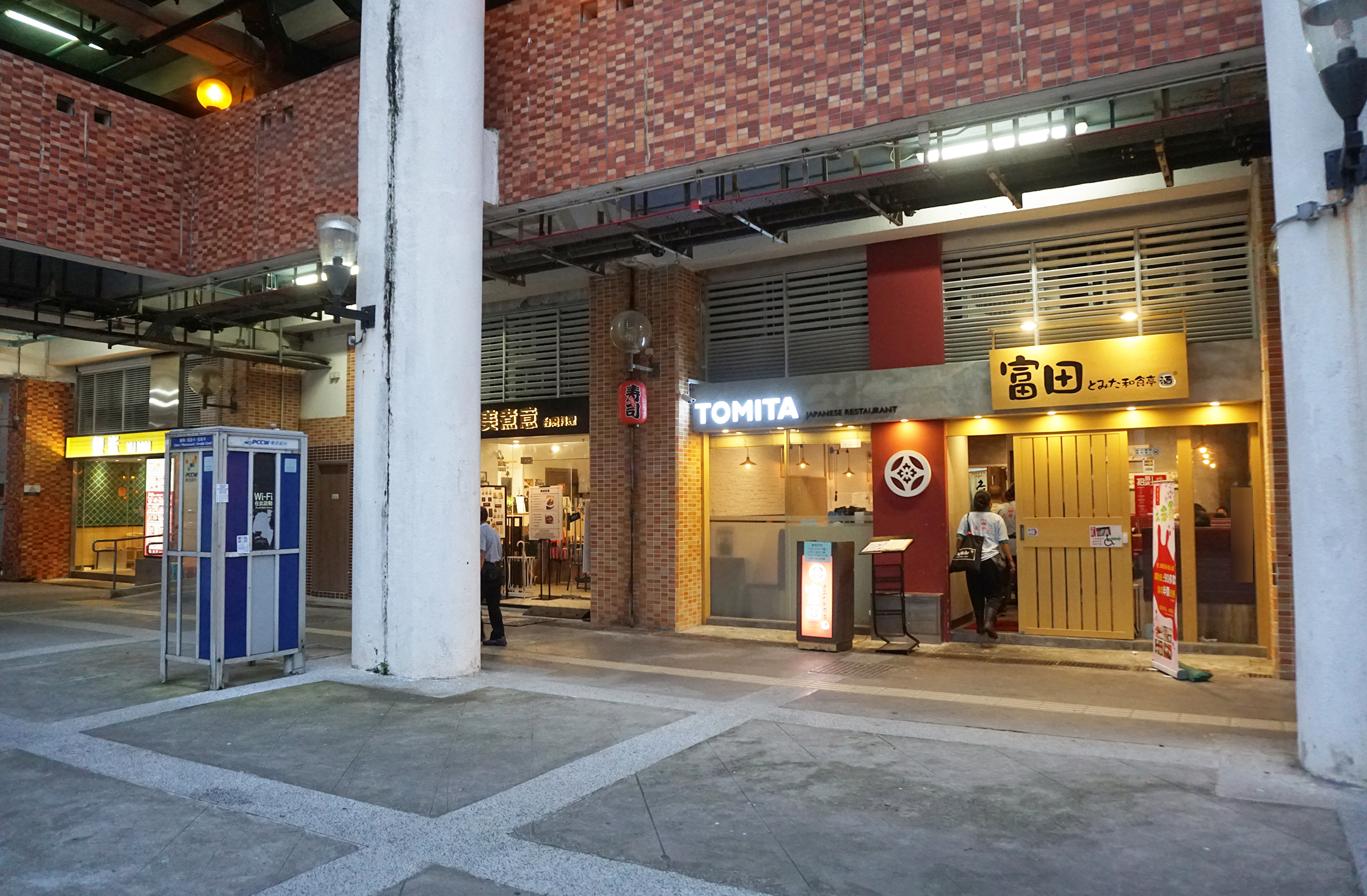
翠桃樓餐廳
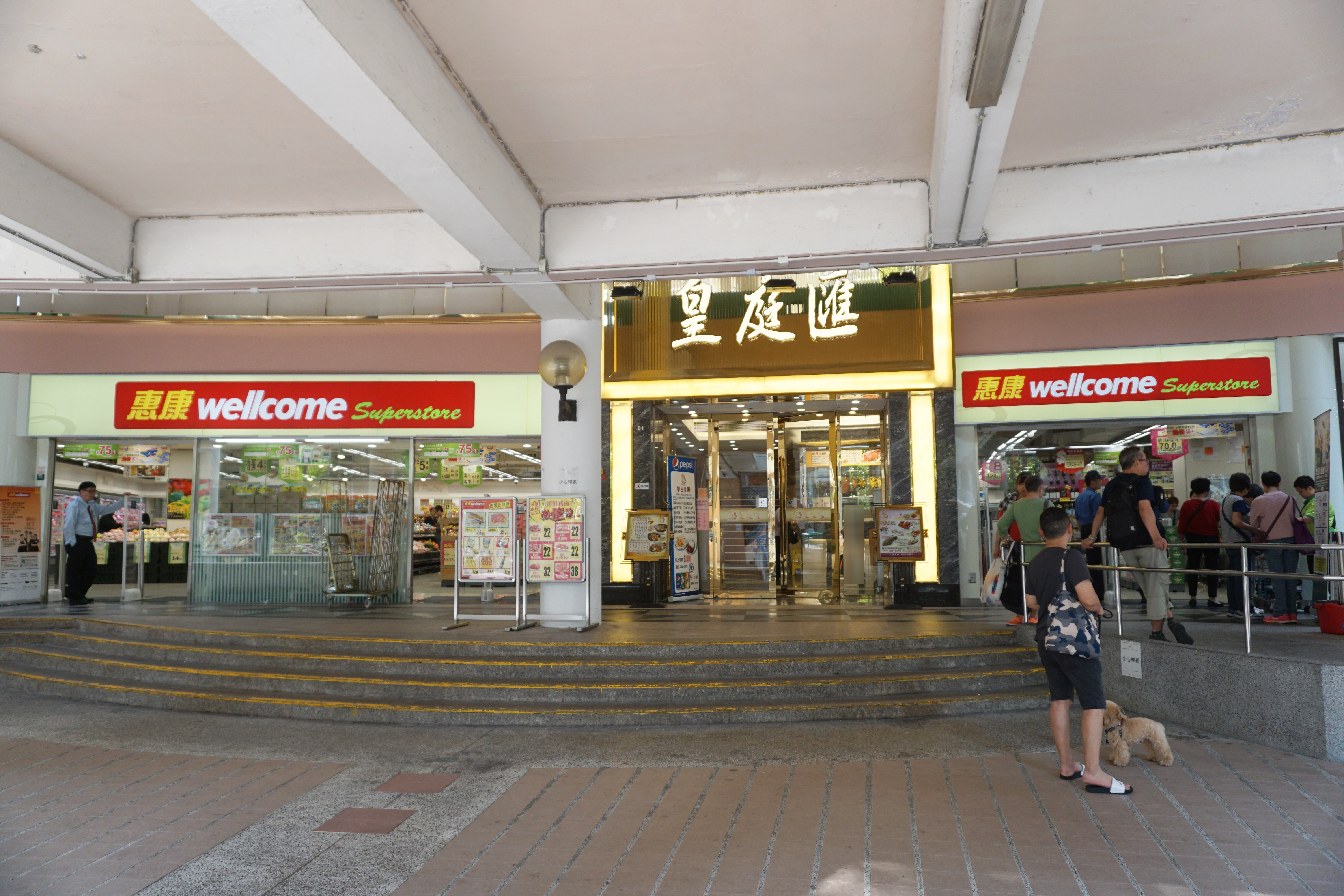
翠屏商場惠康超級市場及酒樓
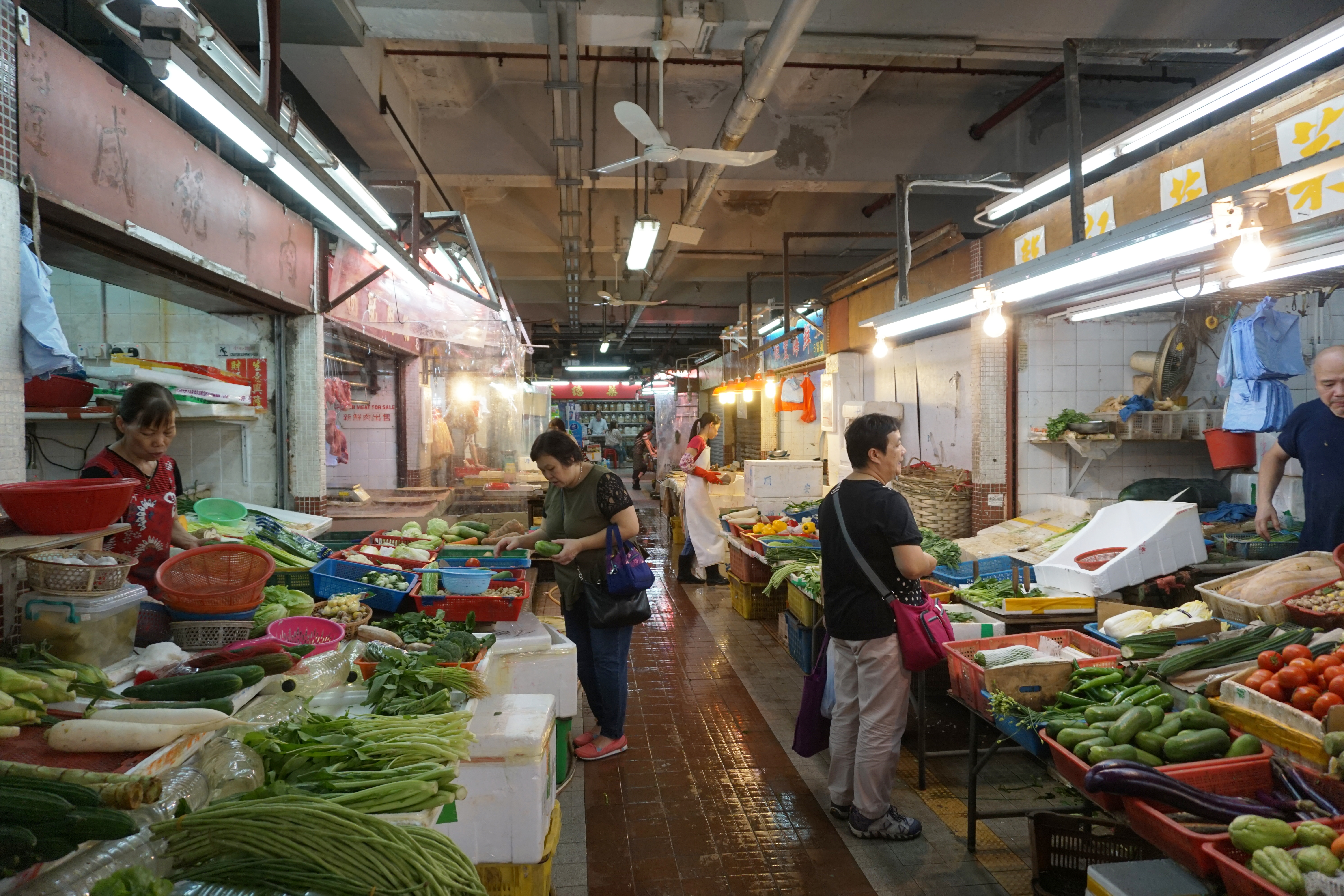
翠屏街市菜、肉、海產檔及藥房
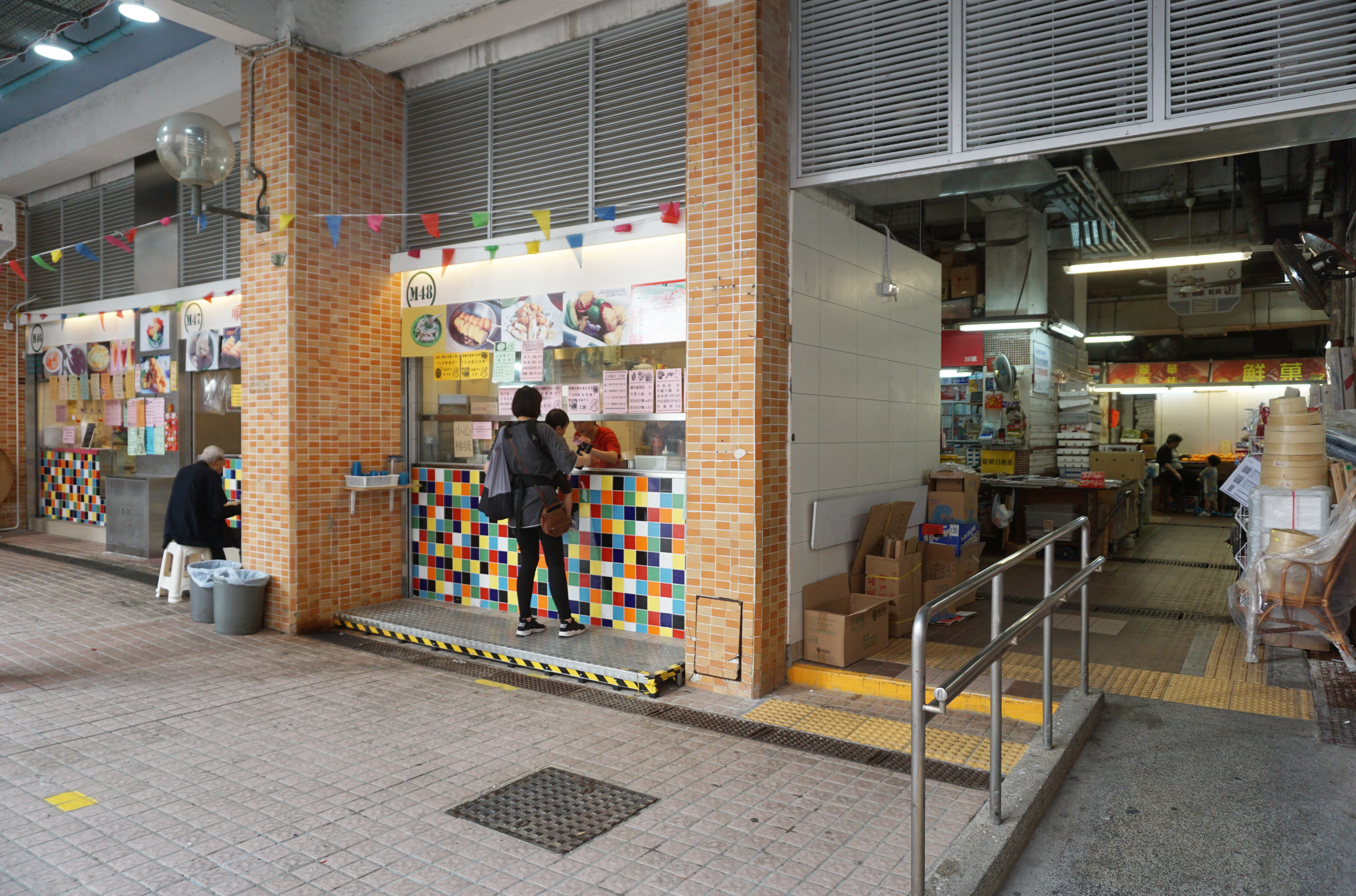
街市糖水甜品及小食店、報攤及水果檔
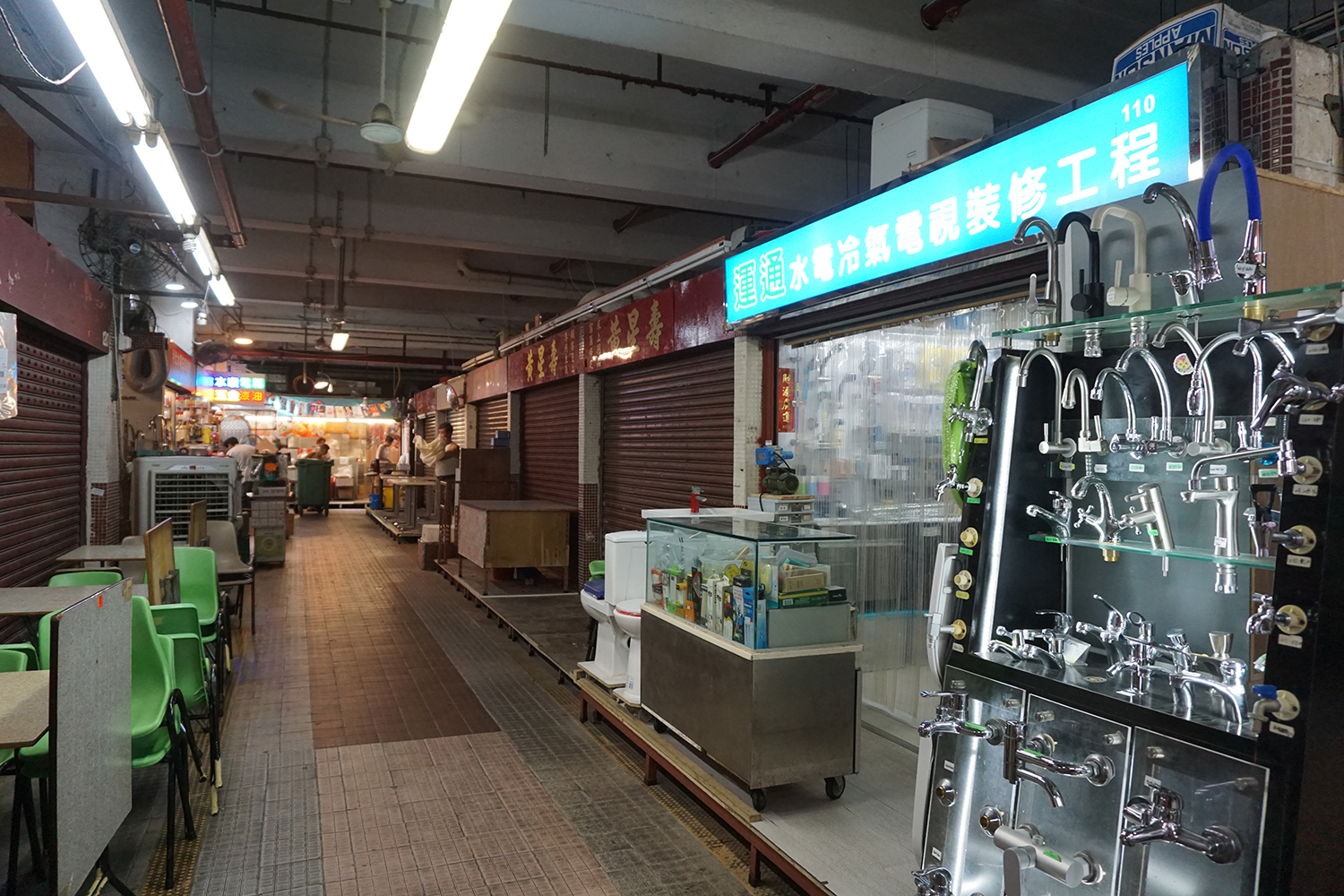
街市水電工程及五金油漆店
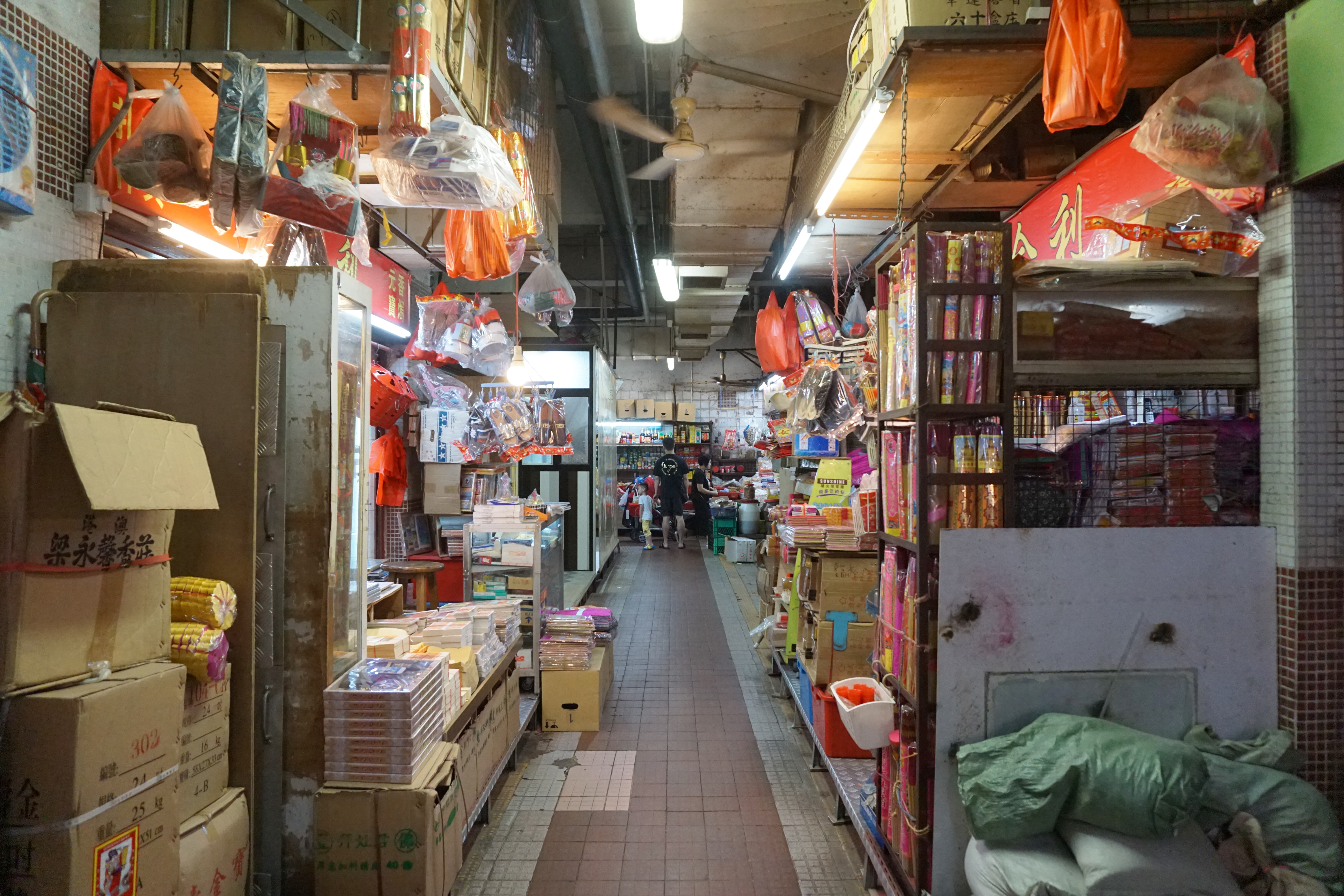
街市香燭祭品及糧油雜貨店

## 教育及福利設施

### 幼稚園
- 保良局吳寶玲幼稚園暨幼兒園  （1987年創辦）（位於翠屏北邨翠桃樓21-34號平台）
- 路德會聖腓力堂幼稚園（1990年創辦）（位於翠屏北邨翠桉樓平台）
- 博愛醫院施淑鎮幼稚園 （1999年創辦）（位於翠屏北邨翠楣樓地下）
- 東華三院黃士心幼稚園（1995年創辦）（位於翠屏南邨翠樂樓地下）

已結束/遷出
- 港澳信義會翠恩幼稚園（1996年創辦）（位於翠屏南邨翠杭樓地下）

### 小學
- 天主教佑華小學（1990年搬往現址）

### 中學
- 觀塘瑪利諾書院
- 新生命教育協會呂郭碧鳳中學
- 中華基督教會蒙民偉書院
- 聖公會梁季彝中學
- 基督教聖約教會堅樂中學

### 專上及職業教育
- 香港專業教育學院觀塘分校
- 明愛社區書院-翠屏 （位於翠柳樓平台1-7號）

### 職業訓練中心
- 展亮技能發展中心（觀塘）
- 觀塘職業訓練中心

### 綜合青少年服務中心
- 香港中華基督教青年會觀塘會所 （位於翠屏北邨翠桃樓平台1-20號）

### 長者鄰舍中心
- 明愛觀塘長者中心  （位於翠屏北邨翠榕樓地下）

已結束的學校

| - 明道學校暨幼稚園（第13座天台（正校）及第1座天台（分校）） - 宣德學校（第1座）（明道分校成立前） - 大道學校暨幼稚園（第2座天台） - 至明學校（第3座天台） - 愛明學校（第4座天台） - 太平學校（第5座天台） - 佑華學校（前名為聖神第二學校）（即天主教佑華學校前身）（第9座地下及第7座天台） - 旭光小學暨幼稚園（第10座及第8座天台） - 恩澤學校暨幼稚園（第9座天台） - 聖公會聖巴拿巴小學（第11座地下，聖公會基樂小學前身之一）幼稚園（第11座天台） - 聖神學校（第14座地下） - 信德學校（第15座天台） - 聖德學校（第16座天台） - 播道會活泉學校（第16座天台東翼） | - 葛師校友會官塘學校（第17座地下，因應改建遷往順安邨） - 瑪利諾神父會天主教幼稚園暨托兒所（第18座天台） - 基督福音小學（第19座天台） - 潮光幼稚園（第20座天台） - 慧人學校（第21座天台西翼） - 官塘潮語浸信會小學（第21座天台東翼） - 神召會港澳區議會九龍灣學校官塘分校（第21座天台） - 官塘循道學校（第23座地下）（1989年遷往沙田廣源邨，更名為沙田循道衛理小學） - 官塘循道樂園（即幼稚園）（第23座天台） - 官塘樂善堂小學（第24座地下，樂善堂楊仲明學校前身之一） - 基仁幼稚園（第24座天台） |

## 鄰近地方

### 社區設施
- 香港中華基督教青年會觀塘會所（位於翠桃樓平台）（曾於第五座天台）
- 觀塘社區中心
- 香港歷史檔案大樓
- 觀潮浸信會
- 觀塘游泳池
- 觀塘遊樂場
- 梁發紀念禮拜堂
- 基督教家庭服務中心賽馬會大樓
- 大王爺廟[11]（位於第十期停車場平台旁）
- 秀茂坪紀念公園
- 觀塘（翠屏道）巴士總站（位於翠桃樓）

## 知名居民
- 郭蔭庶、郭蔭庸：小學六年級時居於官塘新區第13座（原址重建後為翠屏（北）邨翠桃樓）
- 吳岱融：早年於觀塘雞寮長大
- 廖啟智：曾就讀觀塘雞寮的天主教聖神第二校（即現時的天主教佑華小學）
- 鄧汝超
- 姜皓文：曾就讀觀塘雞寮的聖公會聖巴拿巴小學（1981年小六）
- 曾灶財：2004年之前獨居於翠屏邨翠樂樓
- 楊正光
- 黃煜章︰觀塘撞胸阿叔，也是本邨居民

## 區議會議席分布
| 範圍/年度    | 範圍/年度                                | 2000-2003  | 2004-2007  | 2008-2011  | 2012-2015    | 2016-2019    | 2020-2023    |
| ------------ | ---------------------------------------- | ---------- | ---------- | ---------- | ------------ | ------------ | ------------ |
| 翠屏（北）邨 | 翠楠樓、翠榆樓以及翠梅樓                 | 寶樂選區   | 寶樂選區   | 寶樂選區   | 寶樂選區     | 寶樂選區     | 寶樂選區     |
| 翠屏（北）邨 | 翠桉樓、翠柏樓、翠樟樓、翠梓樓以及翠柳樓 | 翠屏北選區 | 翠屏北選區 | 翠屏北選區 | 觀塘中心選區 | 觀塘中心選區 | 觀塘中心選區 |
| 翠屏（北）邨 | 翠楣樓、翠楊樓、翠桃樓以及翠榕樓         | 翠屏北選區 | 翠屏北選區 | 翠屏北選區 | 翠屏選區     | 翠屏選區     | 翠屏選區     |
| 翠屏（南）邨 | 翠屏（南）邨                             | 翠屏南選區 | 翠屏南選區 | 翠屏南選區 | 翠屏選區     | 翠屏選區     | 翠屏選區     |

## 事件
- 2014年8月27日凌晨3時許，翠樂樓20樓發生奪命火警，一個住有一家五口的高層單位疑因冷氣機短路發生火警，冒出大量濃煙，住客發現報警。消防員接報到場，開一條喉及出動一隊煙帽隊灌救，約20分鐘後將火救熄，肇事冷氣機燒至墜落街上，鋁窗燒至變形，而肇事單位門外走廊以及樓上21-23樓的窗戶、晾衫位置以及牆身被燒至燻黑。女戶主及3名幼童死亡，男戶主受輕傷。身為退休警員的男戶主逃出火場後嘗試在走廊拖喉救火，大廈200多名居民則自行疏散。消防認為起火原因無可疑。[13][14]
- 2014年8月30日晚上9時許，翠櫻樓7樓一單位，突然冒出大量濃煙，直攻樓上樓下各層。消防接報到場，發現起火單位大門鎖上，屋內無人，遂破門而入，開喉灌救約廿分鐘後將火救熄，惟單位已嚴重燒毀。期間，逾一百名居民緊急疏散到樓下公園。[15]

## 外部連結
- 童年時話翠屏邨的生活
- 房屋署翠屏 (南) 邨資料 （页面存档备份，存于）
- 房屋署翠屏 (北) 邨資料 （页面存档备份，存于）